# Saison 14 de Pékin Express
La quatorzième saison de Pékin Express, d'abord nommée Pékin Express : Sur les pistes de la Terre Rouge, puis Pékin Express : La Route des 3 continents est la 14e édition (toutes saisons confondues) de Pékin Express, émission de télévision franco-belgo-luxembourgeoise de téléréalité, diffusée chaque semaine, en France, sur M6, du 23 février 2021 au 27 avril 2021 et en Belgique et au Luxembourg, sur Club RTL, du 26 février 2021 au 30 avril 2021. Elle est présentée par Stéphane Rotenberg, désigné comme directeur de course.
Elle a été tournée dans un contexte particulier, lié à la pandémie de Covid-19, qui a nécessité une interruption de tournage pendant plusieurs mois.
Ce sont le père chic et la fille choc Christophe et Claire qui l'emportent, au terme d'une finale les opposant à Rose-Marie et Cinzia. Ils empochent la somme de 58 730 €.

## Production et organisation
L'émission est présentée par Stéphane Rotenberg, qui a le rôle de directeur de course. Elle est produite par la société de production Studio 89 Productions.

### Tournage
Le tournage de cette saison a été perturbé par la pandémie de Covid-19.
Initialement, les candidats devaient traverser l'Ouganda, l'Éthiopie et les Émirats arabes unis, avec l'arrivée de la course à Dubaï. Toutes les équipes quittent la France le 3 mars 2020, pour un tournage devant durer normalement une quarantaine de jours et une diffusion prévue au cours de l'été 2020. Cependant, le 16 mars 2020, la production décide d'interrompre le tournage (alors toujours en cours en Ouganda), et de rapatrier les candidats et les équipes techniques.
Au micro d'RTL, Stéphane Rotenberg avait réagi à l'arrêt du tournage, déclarant qu'une diffusion au cours de l'été était compromise.
Finalement, ce n'est que vers début septembre 2020 que le tournage a pu reprendre. Si les trois premiers épisodes en Ouganda avaient déjà été tournés, tout le reste manquait. Ainsi, la production décide de changer les pays traversés par la course, et de conduire les candidats en Grèce et en Turquie, avec l'arrivée à Istanbul. Un protocole sanitaire est alors établi, et les candidats sont régulièrement testés, et portent des masques transparents. Ils avaient aussi pour consigne de ne pas manger à la même table que leurs hôtes.
Initialement, les candidats sont engagés sur Les Pistes de la Terre Rouge. Cependant, ce changement des lieux de tournage a conduit la production à modifier le nom de la saison, et choisir La Route des 3 continents, dès le quatrième épisode,,.
La fin du tournage a de nouveau été perturbée. En effet, le 21 septembre 2020, en Turquie, un accident de la route, impliquant trois voitures a eu lieu. Un conducteur de 82 ans a percuté deux voitures qui arrivaient de face. Dans l'une de ces voitures, se trouvaient Aurore et Jonathan, un cadreur et un chauffeur turc ; dans l'autre, se trouvaient deux membres de la production et un autre chauffeur turc. Le conducteur qui a causé l'accident est décédé des suites de ses blessures à l'hôpital. Les deux candidats n'ont été que légèrement blessés, l'un d'eux a subi la pose de quelques points de suture et est resté deux jours en observation à l'hôpital, entraînant ainsi leur élimination de la course sur décision médicale. Les membres de production, eux aussi, n'ont été que légèrement blessés. Tous ont été rapatriés en France, après une courte interruption de tournage,,,. Cet accident n'est pas diffusé à l'antenne, mais simplement évoqué.

## Principe

### Règles habituelles
Pour cette saison, les règles habituelles sont présentes, à savoir : l'épreuve d'immunité, qui permet à une équipe d'être immunisée le reste de l'étape ; le drapeau rouge, qui permet au binôme l'ayant en sa possession de stopper des concurrents dans leur course pendant 15 min ; le drapeau noir, qui classe directement le binôme l'ayant en sa possession en dernière position ; enfin, le quizz express, qui est l'occasion pour les candidats de répondre à des questions de culture générale sur le pays traversé, posées par Stéphane Rotenberg à travers la radio de leur chauffeur, pour éviter de devoir descendre de voiture.

### Nouveautés
À l'image du panneau voiture interdite dans les précédentes saisons, un panneau voiture bonus est instauré. Le principe est le suivant : dès que les binômes tombent sur ce panneau, ils piochent une carte au hasard, et, s'ils trouvent la bonne carte, ils peuvent profiter d'une voiture avec chauffeur, pendant deux heures,.
Habituellement, lors de la finale, les vainqueurs symbolisent leur victoire en embrasant une vasque à l'aide d'un flambeau. Cependant, cela pose des problèmes d'autorisation pour l'équipe de production, notamment avec les autorités locales, qui refusent que soit « allumé un feu en pleine ville », comme ça a été le cas pour la saison 13. Ainsi, un autre procédé a été trouvé par les équipes de production, qui ne requiert pas de flambeau, mais qui indique clairement au binôme arrivant s'il l'emporte ou non. Cette année, pour indiquer aux gagnants leur victoire, un mur de papier portant le logo "Pékin Express" est placé au bout du tapis rouge. Le binôme vainqueur traverse et déchire le logo, avant d'arriver sur le plateau final.

## Candidats
Ci-dessous, la liste des 8 binômes de cette saison,, :
| Cl. | Binôme | Binôme       | Âge    | Localisation           | Localisation        | Lien                          | Statut et période              |
| --- | ------ | ------------ | ------ | ---------------------- | ------------------- | ----------------------------- | ------------------------------ |
| 8   | ♂      | Loïc         | 33 ans | Drapeau de la France   | Val-de-Marne        | Le binôme d'inconnus          | Éliminés (étape 1),            |
| 8   | ♀      | Sabine       | 50 ans | Drapeau de la France   | Hauts-de-France     | Le binôme d'inconnus          | Éliminés (étape 1),            |
| 7   | ♀      | Crisoula     | 52 ans | Drapeau de la Belgique | Belgique            | La tante et la nièce belges   | Éliminées (étape 1 – 3),       |
| 7   | ♀      | Jenny        | 25 ans | Drapeau de la Belgique | Belgique            | La tante et la nièce belges   | Éliminées (étape 1 – 3),       |
| 6   | ♀      | Kaoutar      | 38 ans | Drapeau de la France   | Essonne             | Mère et fille explosives      | Éliminées (étape 1 – 5),       |
| 6   | ♀      | Nour         | 19 ans | Drapeau de la France   | Essonne             | Mère et fille explosives      | Éliminées (étape 1 – 5),       |
| 5   | ♀      | Aurore       | 38 ans | Drapeau de la France   | Pas-de-Calais       | Le couple du Nord             | Abandon médical (étape 1 – 7), |
| 5   | ♂      | Jonathan     | 35 ans | Drapeau de la France   | Pas-de-Calais       | Le couple du Nord             | Abandon médical (étape 1 – 7), |
| 4   | ♂      | Arnaud       | 24 ans | Drapeau de la France   | Lot-et-Garonne      | Les frères fêtards            | Éliminés (étape 1 – 8),        |
| 4   | ♂      | Pierre-Louis | 26 ans | Drapeau de la France   | Lot-et-Garonne      | Les frères fêtards            | Éliminés (étape 1 – 8),        |
| 3   | ♂      | Florent      | 35 ans | Drapeau de la France   | Pyrénées-Orientales | Les collègues catalans        | Demi-finalistes (étape 1 – 9), |
| 3   | ♂      | Noël         | 48 ans | Drapeau de la France   | Pyrénées-Orientales | Les collègues catalans        | Demi-finalistes (étape 1 – 9), |
| 2   | ♀      | Cinzia       | 33 ans | Drapeau de la France   | Charenton-le-Pont   | Les copines parisiennes       | Finalistes (étape 1 – 10),     |
| 2   | ♀      | Rose-Marie   | 32 ans | Drapeau de la France   | Charenton-le-Pont   | Les copines parisiennes       | Finalistes (étape 1 – 10),     |
| 1   | ♂      | Christophe   | 60 ans | Drapeau de la France   | Paris               | Le père chic et la fille choc | Vainqueurs (étape 1 – 10),     |
| 1   | ♀      | Claire       | 28 ans | Drapeau de la France   | Hauts-de-France     | Le père chic et la fille choc | Vainqueurs (étape 1 – 10),     |

## Bilan par étape

### Parcours
| Étape | Pays    | Lieux traversés | Réf(s). |
| ----- | ------- | --- | ------- |
| 1     | Ouganda | Entebbe (aéroport - Banga Beach) – Ziwa Rhino – Fort Portal (ferme Kyaninga) | [ 51 ]  |
| 2     | Ouganda | Fort Portal – Katwe Village – Mbarara (mosquée - marché) | ,       |
| 3     | Ouganda | Parc national du lac Mburo – Masaka (square) – Lukaya (école) – Kayabwe (Equator Line) – Marais de Mabamba – Kampala (Old Taxi Park) | ,       |
| 4     | Grèce   | Olympie – Kalambaka (Météores) – Athènes (parc de Néa Smýrni - colline Stréfi) | [ 56 ]  |
| 5     | Grèce   | Athènes – Kape Beach – Port Pachi – Canal de Corinthe – Port Pachi – Château de Kaniaris – Athènes (jardin national, Zappéion - Rue Psyri) | [ 57 ]  |
| 6     | Grèce   | Skála – Litóchoro – Mont Olympe – Nigríta – Thessalonique (statue d'Alexandre le Grand - statue d'Elefthérios Venizélos) | [ 58 ]  |
| 7     | Turquie | Izmir – Hiérapolis – Pamukkale – Phaselis | [ 59 ]  |
| 8     | Turquie | Phaselis – Karapınar (Lac Meke) – Uçhisar (château) – Avanos (atelier de poterie) | [ 60 ]  |
| 9     | Turquie | Uçhisar – Ihlara (canyon) – Ankara (citadelle) – İncekaya (canyon) – Safranbolu (musée) – Amasra – İnkumu (plage) | [ 61 ]  |
| 10    | Turquie | Sprints intermédiaires : Göynük – Istanbul (rive du Bosphore - parc Kadıköy - jardins Sainte-Sophie - grand bazar - Üsküdar - tour de Marbre - mosquée d'Ortaköy) Sprint final : Istanbul (Tour de Galata - marché aux épices - murailles de Constantinople - hippodrome de Constantinople) | [ 62 ]  |

| - Parcours en Ouganda (étapes 1 à 3). - Parcours en Grèce (étapes 4 à 6). - Parcours en Turquie (étapes 7 à 9). |

### Progression des candidats
| Étape                 | Étape | Binômes participants                                                               | Immunisé(s)            | Réf.   |
| --------------------- | ----- | ---------------------------------------------------------------------------------- | ---------------------- | ------ |
| Drapeau de l'Ouganda  | 1     | Aurore et Jonathan – Christophe et Claire – Florent et Noël – Rose-Marie et Cinzia | Aurore et Jonathan     | [ 51 ] |
| Drapeau de l'Ouganda  | 2     | Aurore et Jonathan – Christophe et Claire – Florent et Noël                        | Pierre-Louis et Arnaud | [ 52 ] |
| Drapeau de l'Ouganda  | 2     | Aurore et Jonathan – Christophe et Claire – Florent et Noël                        | Aurore et Jonathan     | [ 52 ] |
| Drapeau de l'Ouganda  | 3     | [ n° 2 ]                                                                           | [ n° 2 ]               | [ 54 ] |
| Drapeau de la Grèce   | 4     | Christophe et Claire – Florent et Noël – Rose-Marie et Cinzia                      | Christophe et Claire   | [ 56 ] |
| Drapeau de la Grèce   | 5     | [ n° 2 ]                                                                           | [ n° 2 ]               | [ 57 ] |
| Drapeau de la Grèce   | 6     | Christophe et Claire – Pierre-Louis et Arnaud – Rose-Marie et Cinzia               | Rose-Marie et Cinzia   | [ 63 ] |
| Drapeau de la Turquie | 7     | Christophe et Claire – Florent et Noël – Rose-Marie et Cinzia                      | Rose-Marie et Cinzia   | [ 59 ] |
| Drapeau de la Turquie | 8     | Christophe et Claire – Pierre-Louis et Arnaud – Rose-Marie et Cinzia               | Rose-Marie et Cinzia   | [ 60 ] |

| ► Étape                | Drapeau de l'Ouganda | Drapeau de l'Ouganda | Drapeau de l'Ouganda | Drapeau de la Grèce | Drapeau de la Grèce | Drapeau de la Grèce | Drapeau de la Turquie | Drapeau de la Turquie     | Drapeau de la Turquie     | Drapeau de la Turquie     | Drapeau de la Turquie     |                                                                                          | Bilan à l'issue de la demi-finale |
| ▼ Candidats            | 1                    | 2                    | 3                    | 4                   | 5                   | 6                   | 7                     | 8                         | 9                         | 9                         | 9                         |                                                                                          | Bilan à l'issue de la demi-finale |
| ▼ Candidats            | 1                    | 2                    | 3                    | 4                   | 5                   | 6                   | 7                     | 8                         | S1                        | S2                        | S3                        |                                                                                          | Bilan à l'issue de la demi-finale |
| ---------------------- | -------------------- | -------------------- | -------------------- | ------------------- | ------------------- | ------------------- | --------------------- | ------------------------- | ------------------------- | ------------------------- | ------------------------- | ---------------------------------------------------------------------------------------- | --------------------------------- |
| Christophe et Claire   | 3es                  | 4es                  | [ n° 2 ]             | 3es                 | [ n° 2 ]            | 4es                 | 1ers                  | 1ers                      | 3es                       | 1ers                      | 1ers                      | 70 000 €                                                                                 |                                   |
| Christophe et Claire   | 3es                  | 4es                  | [ n° 2 ]             | 3es                 | [ n° 2 ]            | 4es                 | [ a ]                 | sans cadre                | NE                        | sans cadre                | sans cadre                | sans cadre · sans cadre · sans cadre · sans cadre · sans cadre · sans cadre · sans cadre |                                   |
| Rose-Marie et Cinzia   | 4es                  | 2es                  | [ n° 2 ]             | 2es                 | [ n° 2 ]            | 3es                 | [ n° 3 ]              | 4es                       | 1res                      | 3es                       | 2es                       | 30 000 €                                                                                 |                                   |
| Rose-Marie et Cinzia   | 4es                  | 2es                  | [ n° 2 ]             | 2es                 | [ n° 2 ]            | 3es                 | [ n° 3 ]              | 4es                       | sans cadre                | NE                        | 2es                       | [ c ]                                                                                    |                                   |
| Florent et Noël        | 5es                  | 5es                  | [ n° 2 ]             | 4es                 | [ n° 2 ]            | 1ers                | [ n° 3 ]              | 3es                       | 2es                       | 2es                       | 3es                       | Éliminés (étape 9)                                                                       | Éliminés (étape 9)                |
| Florent et Noël        | 5es                  | 5es                  | [ n° 2 ]             | 4es                 | [ n° 2 ]            | sans cadre          | [ n° 3 ]              | 3es                       | 2es                       | 2es                       | E                         | Éliminés (étape 9)                                                                       | Éliminés (étape 9)                |
| Pierre-Louis et Arnaud | 2es                  | [ n° 1 ]             | [ n° 2 ]             | 5es                 | [ n° 2 ]            | 5es                 | [ n° 3 ]              | 2es                       | Éliminés (étape 8)        | Éliminés (étape 8)        | Éliminés (étape 8)        | Éliminés (étape 8)                                                                       | Éliminés (étape 8)                |
| Aurore et Jonathan     | [ n° 4 ]             | 3es                  | [ n° 2 ]             | 1ers                | [ n° 2 ]            | 2es                 | [ n° 3 ]              | Abandon médical (étape 7) | Abandon médical (étape 7) | Abandon médical (étape 7) | Abandon médical (étape 7) | Abandon médical (étape 7)                                                                | Abandon médical (étape 7)         |
| Aurore et Jonathan     | [ n° 4 ]             | 3es                  | [ n° 2 ]             | sans cadre          | [ d ]               | 2es                 | [ n° 3 ]              | Abandon médical (étape 7) | Abandon médical (étape 7) | Abandon médical (étape 7) | Abandon médical (étape 7) | Abandon médical (étape 7)                                                                | Abandon médical (étape 7)         |
| Kaoutar et Nour        | 1res                 | 1res                 | [ n° 2 ]             | 6es                 | [ n° 2 ]            | Éliminées (étape 5) | Éliminées (étape 5)   | Éliminées (étape 5)       | Éliminées (étape 5)       | Éliminées (étape 5)       | Éliminées (étape 5)       | Éliminées (étape 5)                                                                      | Éliminées (étape 5)               |
| Kaoutar et Nour        | sans cadre           | sans cadre           | [ n° 2 ]             | 6es                 | [ n° 2 ]            | Éliminées (étape 5) | Éliminées (étape 5)   | Éliminées (étape 5)       | Éliminées (étape 5)       | Éliminées (étape 5)       | Éliminées (étape 5)       | Éliminées (étape 5)                                                                      | Éliminées (étape 5)               |
| Crisoula et Jenny      | 6es                  | 6es                  | [ n° 2 ]             | Éliminées (étape 3) | Éliminées (étape 3) | Éliminées (étape 3) | Éliminées (étape 3)   | Éliminées (étape 3)       | Éliminées (étape 3)       | Éliminées (étape 3)       | Éliminées (étape 3)       | Éliminées (étape 3)                                                                      | Éliminées (étape 3)               |
| Loïc et Sabine         | 7es                  | Éliminés (étape 1)   | Éliminés (étape 1)   | Éliminés (étape 1)  | Éliminés (étape 1)  | Éliminés (étape 1)  | Éliminés (étape 1)    | Éliminés (étape 1)        | Éliminés (étape 1)        | Éliminés (étape 1)        | Éliminés (étape 1)        | Éliminés (étape 1)                                                                       | Éliminés (étape 1)                |

| Étape                 | Étape | Binômes participants   | Binômes participants   | Éliminé(s)             | Réf.   |
| Étape                 | Étape | Arrivés derniers       | Binôme choisi          | Éliminé(s)             | Réf.   |
| --------------------- | ----- | ---------------------- | ---------------------- | ---------------------- | ------ |
| Drapeau de l'Ouganda  | 1     | Loïc et Sabine         | Crisoula et Jenny      | Loïc et Sabine         | [ 51 ] |
| Drapeau de l'Ouganda  | 2     | Crisoula et Jenny      | Rose-Marie et Cinzia   | [ n° 5 ]               | [ 52 ] |
| Drapeau de l'Ouganda  | 3     | Crisoula et Jenny      | Rose-Marie et Cinzia   | Crisoula et Jenny      | [ 54 ] |
| Drapeau de la Grèce   | 4     | Kaoutar et Nour        | Pierre-Louis et Arnaud | [ n° 5 ]               | [ 56 ] |
| Drapeau de la Grèce   | 5     | Kaoutar et Nour        | Florent et Noël        | Kaoutar et Nour        | [ 57 ] |
| Drapeau de la Grèce   | 6     | Pierre-Louis et Arnaud | Christophe et Claire   | [ n° 6 ]               | [ 63 ] |
| Drapeau de la Turquie | 7     | [ n° 7 ]               | [ n° 7 ]               | Aurore et Jonathan     | [ 59 ] |
| Drapeau de la Turquie | 8     | Florent et Noël        | Pierre-Louis et Arnaud | Pierre-Louis et Arnaud | [ 60 ] |

| Christophe et Claire | 70 000 € | 2es       | 1ers      | 2es        | Vainqueurs | [ 62 ] |
| Christophe et Claire | 70 000 € | - 2 630 € | + 3 420 € | - 12 060 € | 58 730 €   | [ 62 ] |
| Rose-Marie et Cinzia | 30 000 € | 1res      | 2es       | 1res       | Finalistes | [ 62 ] |
| Rose-Marie et Cinzia | 30 000 € | + 2 630 € | - 3 420 € | + 12 060 € | 41 270 €   | [ 62 ] |

Notes :
1. ↑  Trois de ces quatre amulettes leur sont concédées par Aurore et Jonathan après leur abandon médical lors de la septième étape.
2. ↑  Rose-Marie et Cinzia arrivent en dernière position, mais sont immunisées.
3. ↑  Cette amulette leur est concédée par Florent et Noël, après leur élimination lors de la neuvième étape.
4. ↑  Ces deux amulettes leur sont concédées par Kaoutar et Nour après leur élimination lors de la cinquième étape.
5. ↑  Crisoula et Jenny sont porteuses du drapeau noir à l'arrivée, ce qui les classe directement en dernière position.

1. 1 2  Pierre-Louis et Arnaud arrivent en première position pour le troisième jour de course. Ils profitent du téléphone express et observent des gorilles dans leur habitat naturel du parc de Bwindi. Ainsi, ils sont directement immunisés, ne participent pas à la fin de l'étape et ne sont pas classés.
2. 1 2 3 4 5  Durant cette étape, plusieurs sprint intermédiaires sont organisés et à l'issue de chacun d'eux, un binôme se qualifie. Par conséquent, aucun classement n'est établi à la fin de l'étape et aucune amulette n'est mise en jeu. L'épreuve d'immunité n'est pas non plus organisée.
3. ↑  Du fait de l'accident d'Aurore et Jonathan, le classement de la fin de l'étape n'est pas établi.
4. ↑  En plus de leur immunité, Aurore et Jonathan profitent d'un safari durant le deuxième jour de course. Ainsi, ils ne participent pas à la fin de l'étape et ne sont pas classés.
5. 1 2  L'enveloppe noire révèle que cette étape était « Non éliminatoire ». Par conséquent, aucun binôme n'est éliminé lors de cette étape.
6. ↑  Pierre-Louis et Arnaud perdent le duel final, mais finalement, Stéphane Rotenberg leur annonce qu'ils deviennent, lors de l'étape suivante, l'équipe cachée. Ainsi, aucun binôme n'est éliminé à l'issue de cette étape.
7. ↑  Du fait de l'abandon d'Aurore et Jonathan, le duel final n'est pas organisé lors de cette étape.
8. ↑  Après un accident de la route, Aurore et Jonathan sont contraints à l'abandon médical.

## Résumés détaillés

### 1erépisode: première étape,550kmen Ouganda, d'Entebbe à Fort Portal
Cet épisode est diffusé pour la première fois le 23 février 2021.

#### 1erjourde course: découverte des binômes,voiture bonusetvoiture interdite, d'Entebbe à Ziwa Rhino
La course démarre dans l'avion qui emmène les candidats en Ouganda, plus précisément vers l'aéroport international d'Entebbe. Le binôme d'inconnus, composé de Loïc et Sabine, se rencontre à ce moment-là. Les candidats apprennent alors que la course va démarrer dès la sortie de l'avion, et pour la première fois, c'est avec leur valise qu'ils devront rejoindre Stéphane Rotenberg à la réserve de rhinocéros de Ziwa (ou plus simplement désignée Ziwa Rhino), située à 250 km de là. Les quatre premiers binômes à arriver se qualifiant ainsi pour l'épreuve d'immunité du lendemain.

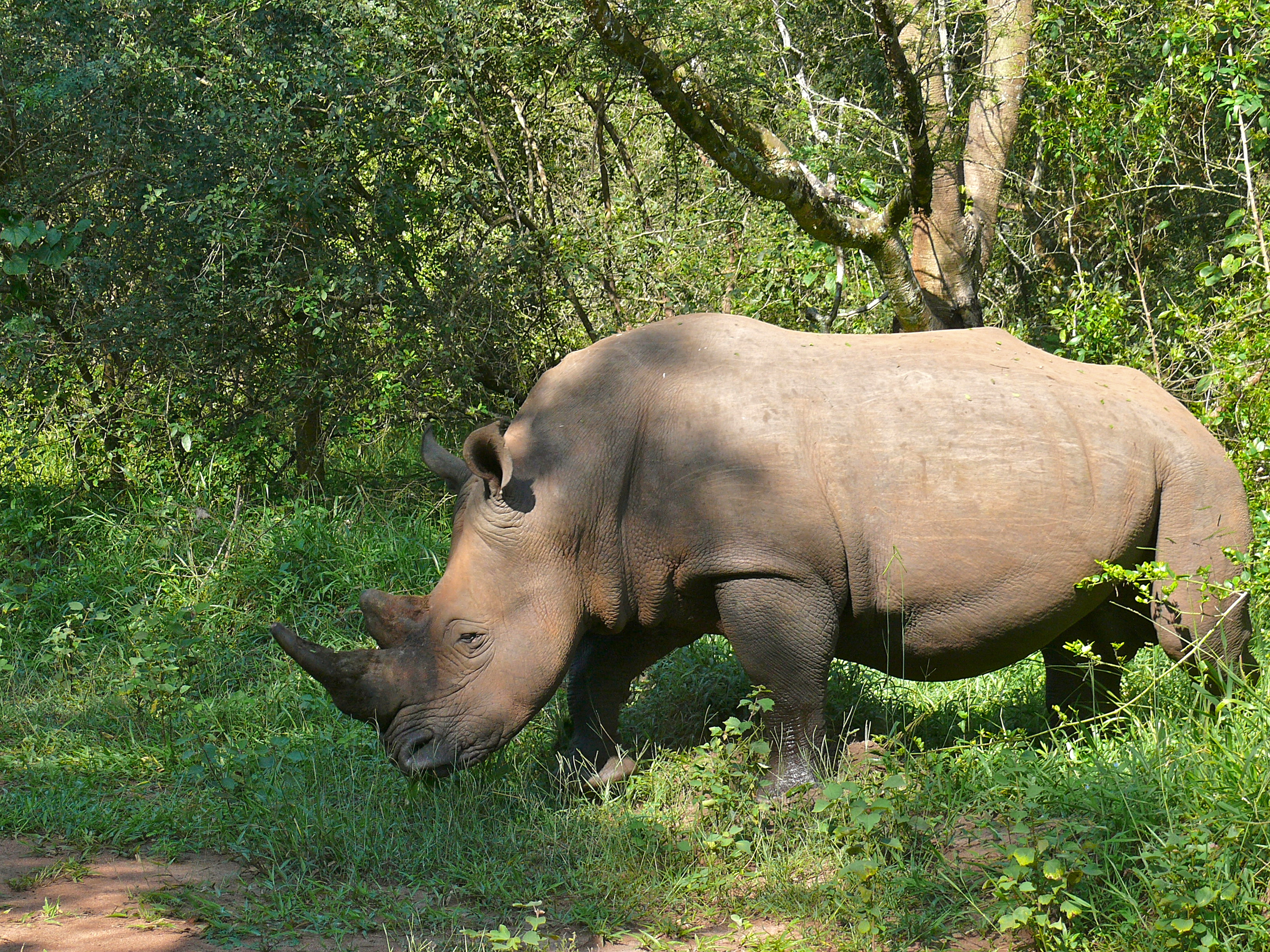
Un rhinocéros dans la réserve de Ziwa, lieu d'arrivée de ce premier jour de course.

Dans un premier temps, les binômes doivent se rendre à pied à Banga Beach, sur les bords du lac Victoria et rejoindre l'autre rive pour poursuivre la course, située à environ 1,5 km. Pour cela, ils disposent d'un radeau fait de rondins de bois. Florent et Noël sont les premiers à entamer leur traversée, mais ils sont doublés par de nombreux binômes, notamment Pierre-Louis et Arnaud, qui sont les premiers à regagner l'autre rive. Là, le binôme découvre un panneau inédit : la voiture bonus. La règle en est la suivante : devant eux, se trouvent autant de cartes que de binômes en compétition, sous l'une d'entre-elles se trouve le logo voiture bonus, qui permet ainsi aux candidats l'ayant tiré, de bénéficier d'une voiture pendant deux heures. Le tirage effectué par les frères fêtards ne fait pas apparaître ce logo. Ils doivent donc entamer l'auto-stop. D'autres binômes concluent cette traversée, mais ne tirent pas la carte voiture bonus, jusqu'à Florent et Noël, arrivés en cinquième position, qui y parviennent. Ils prennent alors place dans une voiture, et ce, pendant deux heures. Finalement, tous les binômes traversent le lac et parviennent à trouver un véhicule, sauf Crisoula et Jenny, qui mettent plus de temps.
Une fois arrivés à Ziwa Rhino, les binômes découvrent le panneau voiture interdite, qui les oblige à récupérer un téléphone portable avec une perche à selfie, ainsi qu'une boussole. Ils ont alors pour mission de prendre un selfie avec un rhinocéros, accompagnés de rangers qui sont chargés de la réserve, avant de rejoindre Stéphane Rotenberg. Claire et Christophe sont les premiers à arriver sur les lieux, suivis d'Aurore et Jonathan, de Florent et Noël, de Kaoutar et Nour, de Rose-Marie et Cinzia, et d'Pierre-Louis et Arnaud. Tous réussissent la mission. Les quatre premiers binômes à se présenter devant Stéphane sont (des premiers aux quatrièmes) : Aurore et Jonathan, Claire et Christophe, Rose-Marie et Cinzia et Florent et Noël. Ils se qualifient ainsi pour l'épreuve d'immunité. Pour les autres, la course est arrêtée, le sac rouge aux couleurs de Pékin Express leur est remis, puis ils peuvent entamer la recherche d'hébergement.
Tous les binômes trouvent un toit pour la nuit.

#### 2ejourde course: épreuve d'immunité etduel final, de Ziwa Rhino à Fort Portal
Le deuxième jour de course s'ouvre par l'épreuve d'immunité, à laquelle participent les quatre binômes arrivés en tête la veille, à savoir : Aurore et Jonathan, Claire et Christophe, Rose-Marie et Cinzia et Florent et Noël. Le principe mixe les règles du blind test musical et des chaises musicales : un groupe local reprend des chansons parlant d'Afrique. Les binômes sont disposés sur des tourniquets, qui sont actionnés quelques secondes. Dès qu'il s'arrêtent, les candidats doivent attraper le plus rapidement possible une patate douce, sachant qu'il y en a toujours une de moins que de candidats en lice, afin de proposer une réponse. L'épreuve se déroule et se sont finalement Aurore et Jonathan qui l'emportent. Ils sont ainsi immunisés et profitent d'un safari en bonus. De fait, ils ne prennent pas part à la fin de la course.

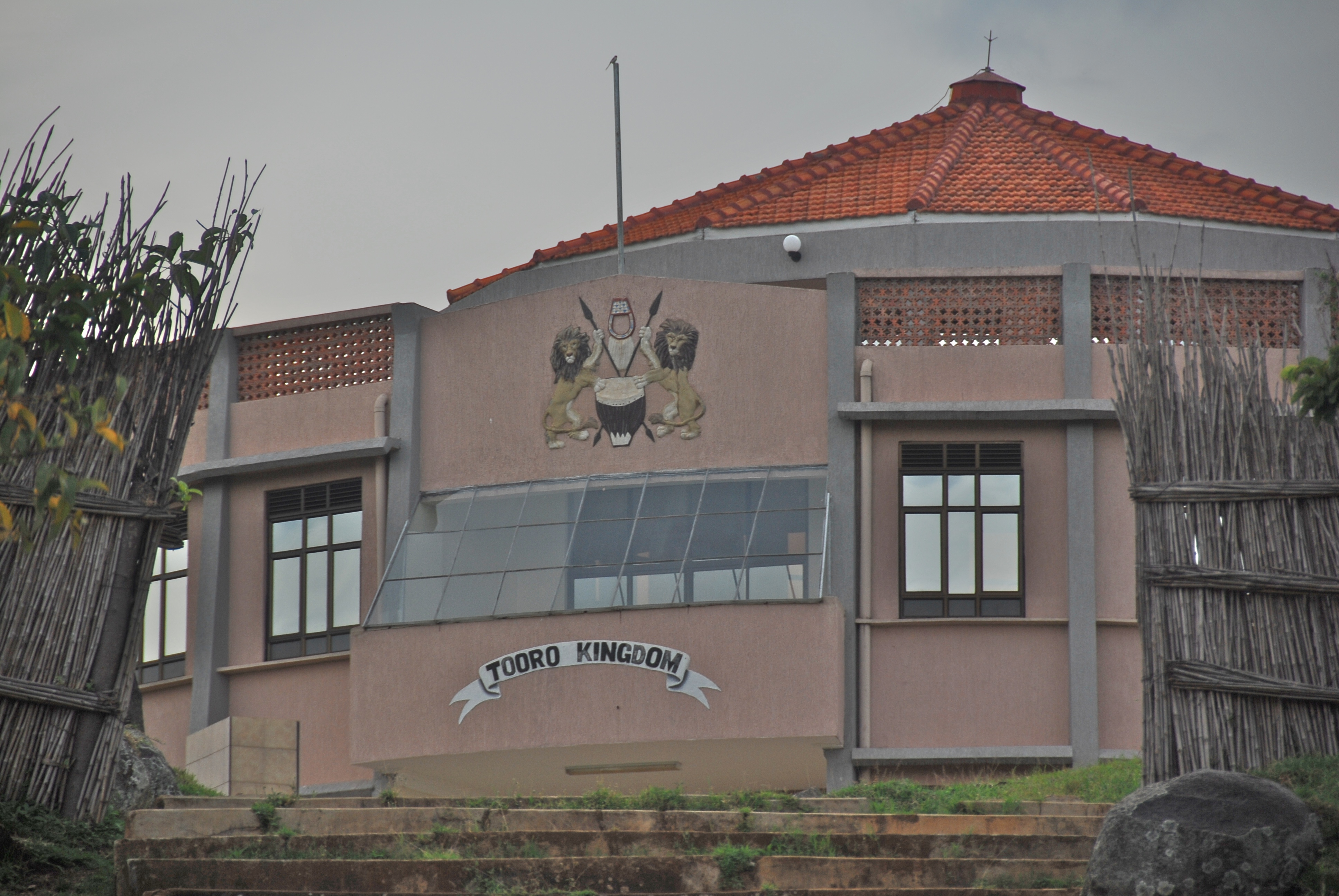
L'arrivée de cette étape se fait au pied du palace royal du royaume de Toro, dans la ville de Fort Portal.

Tous les binômes se retrouvent devant Stéphane, qui leur indique qu'ils doivent le rejoindre à Fort Portal, situé à 300 km de là. Les premiers à arriver remportant une amulette de 10 000 €, et les derniers devant participer au duel final. Pierre-Louis et Arnaud sont les premiers à trouver un véhicule, mais celui-ci tombe en panne au bout de quelques kilomètres. Tous les binômes trouvent un véhicule, mais Sabine et Loïc ont plus de difficulté. Finalement, Nour et Kaoutar sont les premières à retrouver Stéphane Rotenberg. Elles remportent ainsi une amulette de 10 000 € et se qualifient pour la prochaine étape. Sabine et Loïc, qui ont eu des difficultés, sont les derniers de l'étape et doivent alors choisir le binôme qu'ils souhaitent affronter pour le duel final.
Le binôme d'inconnus choisit Crisoula et Jenny, et se sont Sabine et Jenny qui s'affrontent. Tous les autres candidats sont de fait qualifiés pour deuxième étape. Elles doivent se rendre à la ferme Kyaninga, située à 13 km de là. Elles disposent d'une carafe, qui a d'ailleurs en partie été cassée par Jenny, et doivent récolter un litre de lait de chèvre. Dès que leur mission est remplie, elle reçoivent un fromage, qu'elles doivent rapporter à Stéphane Rotenberg et regagner leur point de départ. Elles arrivent au bout de leur mission quasiment au même moment et sont au coude-à-coude. Finalement, c'est Jenny qui revient en premier. Sabine et Loïc ouvrent alors l'enveloppe noire, qui leur indique que l'étape est éliminatoire. Ils sont donc éliminés.

### 2eépisode: deuxième étape,320kmen Ouganda, de Fort Portal à Mbarara
Cet épisode est diffusé pour la première fois le 2 mars 2021.

#### 3ejourde course:voiture bonusetvoiture interdite, de Fort Portal à Katwe Village
Le départ de la deuxième étape est donné dans la ville de Fort Portal. Stéphane Rotenberg indique aux candidats qu'il les attend à Katwe Village, situé à 120 km de là. Le binôme arrivant en première position étant directement qualifié pour l'étape suivante et profitant d'un bonus, les binômes classés en deuxième, troisième et quatrième position participant à l'épreuve d'immunité. Tous les binômes parviennent à monter dans un véhicule et se retrouvent rapidement face au panneau voiture bonus. Sur le même principe que la première étape, si la carte retournée par le binôme comprend le logo voiture bonus, alors ils profitent de cet avantage durant 1 h 15. Finalement, ce sont Florent et Noël qui tirent la bonne carte et disposent de cet avantage.

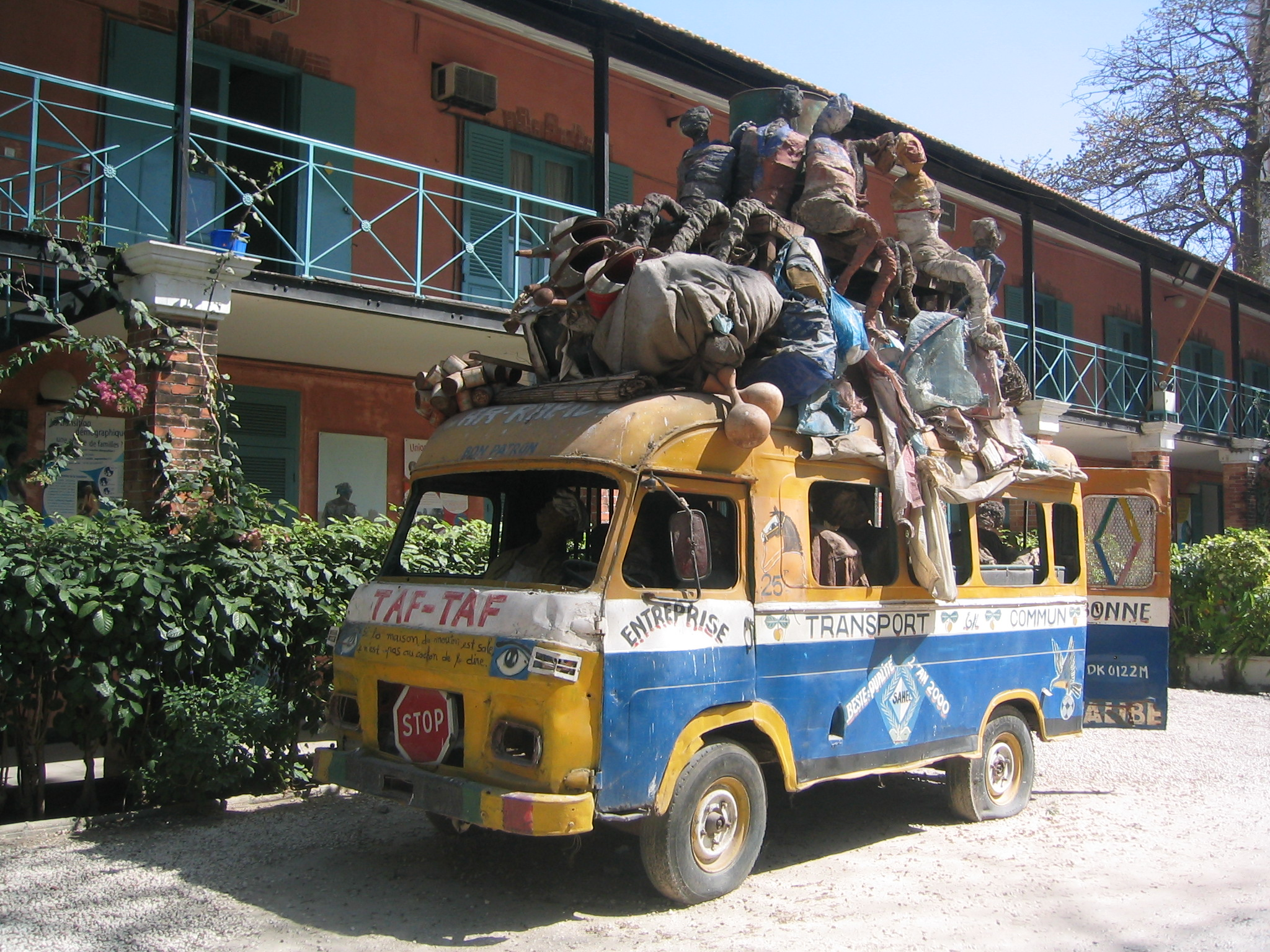
Le taxi-brousse constitue l'un des moyens de transport proposés aux candidats.

Un peu plus loin, les candidats sont stoppés par le panneau voiture interdite — hormis les collègues catalans, qui ont pu poursuivre leur route dans leur véhicule —, qui les oblige à faire un choix entre plusieurs moyens de locomotion : un bus scolaire, dans lequel les binômes doivent résoudre des problèmes mathématiques, chaque erreur ou non-réponse immobilisant le bus pendant un quart d'heure ; un tracteur rempli de piments, pour lequel le binôme doit manger un piment toutes les cinq minutes, pour que l'engin continue d'avancer ; un taxi-brousse, qui effectue quatre arrêts, au cours desquels le binôme l'ayant choisi doit faire monter des passagers avec un tee-shirt d'une couleur précise ; un facteur, qui doit livrer quatre cartes postales et dont il faut trouver les destinataires ; un camion livreur d'œufs, dans lequel l'un des deux candidats doit faire tenir un œuf en équilibre sur une cuillère, laquelle est placée dans sa bouche ; enfin, des vélos chargés de régimes de bananes. Les binômes choisissent : le bus scolaire pour Christophe et Claire ; le tracteur pour Marie-Rose et Cinzia ; le taxi-brousse pour Pierre-Louis et Arnaud ; le facteur pour Aurore et Jonathan ; la livraison d'œuf pour Nour et Kaoutar ; et enfin, les vélos pour Crisoula et Jenny (qui est un choix par défaut, puisqu'il ne reste plus que ce moyen disponible, étant donné qu'elle arrivent en dernière position devant le panneau). Les binômes réalisent leur mission est reprennent l'auto-stop. Finalement, arrivent, des premiers aux quatrièmes : Pierre-Louis et Arnaud, Florent et Noël, Christophe et Claire, Aurore et Jonathan. Les frères fêtards sont alors directement qualifiés pour la troisième étape, ils profitent du téléphone express, avec lequel ils peuvent se mettre d'accord pour appeler un membre de leur famille, ainsi que d'un bonus, qui les dispense de participer à la fin de l'étape. Les trois binômes arrivés en suivant se qualifient pour participer à l'épreuve d'immunité du lendemain.
Les candidats partent à recherche d'une habitation et tous trouvent. Au même moment, Pierre-Louis et Arnaud profitent du téléphone express et appellent leurs parents.

#### 4ejourde course: épreuve d'immunité,drapeau noiretduel final, de Katwe Village à la mosquée d'Mbarara
Ce quatrième jour s'ouvre par l'épreuve d'immunité. Florent et Noël, Christophe et Claire et Aurore et Jonathan retrouvent Stéphane Rotenberg sur les bords du lac Katwe, qui est un lac salé. Le but est simple : l'un des deux candidats de chaque binôme doit récupérer du sel, puis le placer sur un plateau accroché aux bras des concurrents. Une aiguille se trouve en dessous de ce plateau, ainsi qu'un ballon. Les candidats doivent alors tenir le bras tendu le plus longtemps possible et s'ils relâchent trop, le ballon éclate. Dès qu'un candidat n'a plus de ballon, le binôme est éliminé. Ce sont Florent, Christophe et Jonathan qui se retrouvent à porter les plateaux. L'épreuve débute, et Florent et Noël sont les premiers à être éliminés. Un duel oppose ensuite Christophe et Jonathan. Finalement, Christophe éclate ses ballons, laissant la victoire à Aurore et Jonathan, qui sont donc qualifiés pour la prochaine étape.

Le drapeau noir fait son retour lors de cette deuxième étape.

La course reprend et les candidats doivent rallier la mosquée, située à Mbarara, à 200 km de là. Cette partie de l'étape permet le retour du drapeau noir. Le principe en est simple, l'équipe qui arrive avec, à la fin de l'étape, participe directement au duel final. Pour s'en débarrasser, un binôme peut le transmettre à n'importe quel concurrent qu'il croise sur la route, tout en sachant que si un binôme le possède pendant plus d'1 h 30, il ne peut plus le transmettre et se classe directement en dernière position. La course débute. Pendant ce temps-là, les frères fêtards profitent de leur bonus et observent des gorilles dans leur habitat naturel du parc de Bwindi. Finalement, ce sont Nour et Kaoutar qui arrivent en premier. Elle remportent ainsi une amulette de 10 000 €. Crisoula et Jenny arrivent avec le drapeau noir et participent donc au duel final.
La tante et la nièce belges choisissent Marie-Rose et Cinzia, et se sont Jenny et Rose-Marie qui s'affrontent. Tous les autres candidats sont de fait qualifiés pour troisième étape. Elles doivent se rendre au marché d'Mbarara et y trouver une vendeuse qui dispose d'une enveloppe leur expliquant la mission à réaliser : vendre des cornets de criquets grillés et récolter au minimum 10 000 shilling ougandais, avant de regagner leur point de départ. Elles arrivent au bout de leur mission et Jenny est en tête, avant que ses chauffeurs ne se perdent sur le chemin du retour. Finalement, c'est Rose-Marie qui revient en premier. Crisoula et Jenny ouvrent alors l'enveloppe noire, qui leur indique que l'étape est non-éliminatoire. Par conséquent, elles évitent l'élimination.

### 3eépisode: troisième étape, sprints en Ouganda, du lac Mburo à Kampala
Cet épisode est diffusé pour la première fois le 9 mars 2021.

#### 5ejourde course: deux sprints intermédiaires, handicap pour Crisoula et Jenny, du lac Mburo à Kayabwe
Le départ de cette étape est donné dans le parc national du lac Mburo. Exceptionnellement, il n'y a pas d'amulette à gagner à l'issue de celle-ci, mais simplement la qualification pour l'étape suivante. Le principe est le suivant : les candidats s'affrontent autour de trois sprints intermédiaires, au cours desquels ils doivent réaliser une mission. À chaque fois, le binôme qui l'emporte est qualifié et ne participe pas au reste de l'étape. Juste avant de lancer le premier sprint, Stéphane Rotenberg explique à Crisoula et Jenny qu'elles ne pourront pas parler durant les moments de course, faute de quoi, elles se retrouveraient arrêtées pendant cinq minutes. Ce handicap résulte de leur non-élimination lors de l'étape précédente.
Pour le premier sprint, les binômes doivent parcourir 8 km avec un grand chevalet, sur lequel est placé une photo de gorille. À l'arrivée, ils doivent comparer cette image avec une autre photo, dans laquelle s'est glissée une différence, en l'occurrence, un poil au niveau de la bouche. Dès qu'ils trouvent la différence, ils connaissent l'adresse d'arrivée, à savoir le square de Masaka. Après plusieurs arrêts pour Crisoula et Jenny, tous réussissent cette mission, et Florent et Noël, Rose-Marie et Cinzia, Pierre-Louis et Arnaud se retrouvent au coude-à-coude pour la victoire. Finalement, ce sont les collègues catalans qui l'emportent et se qualifient pour la prochaine étape. Ils rejoignent un hôtel pour se reposer.

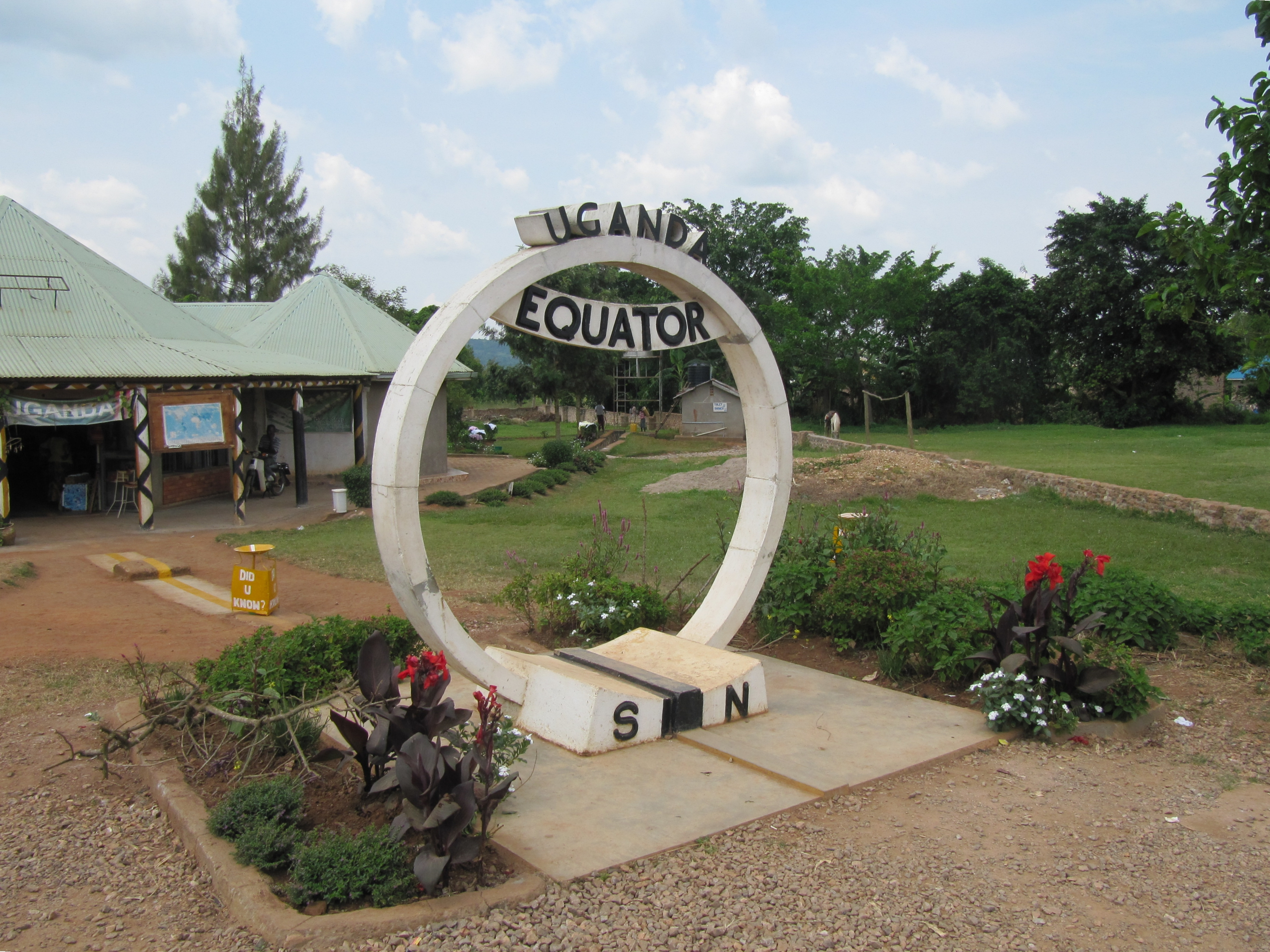
Une construction matérialisant le passage de la ligne de l'équateur à Kayabwe, lieu d'arrivée du deuxième sprint.

Les binômes non qualifiés participent au deuxième sprint. Ils doivent se rendre à l'école de Lukaya, située à 25 km de là. À l'arrivée, les binômes tirent au sort la photo de deux enfants, qu'ils doivent retrouver parmi la centaine d'enfants présents dans la cour de l'école. Dès qu'ils les trouvent, ils connaissent l'adresse d'arrivée, en l'occurrence, Equator Line dans la ville de Kayabwe, une ville séparée par la ligne de l'équateur. Tandis que les binômes tentent de réussir la mission, Rose-Marie et Cinzia et Pierre-Louis et Arnaud, se disputent la victoire. Finalement, ce sont les frères fêtards qui l'emportent et se qualifient pour la quatrième étape. Il rejoignent Florent et Noël dans leur hôtel.
Le reste des binômes entame la recherche d'une habitation pour la nuit et tous trouvent.

#### 6ejourde course: dernier sprint etduel final, de Kayabwe à Kampala
L'ultime sprint de cette étape débute à Kayabwe, sous une pluie équatoriale. Les binômes doivent se rendre à 67 km de là, au marais de Mabamba, non loin du lac Victoria. Là, ils trouvent une embarcation, sans rames et doivent atteindre l'autre rive, où ils doivent réussir une partie de Mikados géants, afin de connaître l'adresse d'arrivée, en l'occurrence la ville de Kampala. Finalement, ce sont Claire et Christophe qui arrivent en premier et se qualifient. Crisoula et Jenny arrivent en dernière position et participent donc au duel final.
La tante et la nièce belges choisissent Marie-Rose et Cinzia, et se sont Crisoula et Cinzia qui s'affrontent. Tous les autres candidats sont de fait qualifiés pour quatrième étape. Elles doivent se rendre à la station de taxis Old Taxi Park et y trouver un chauffeur de taxi ayant plus de 40 ans, avant de revenir à leur point de départ. Le handicap de Crisoula et Jenny se poursuit lors de cette épreuve, mais est adapté, puisque Crisoula alterne toutes les cinq minutes, des phases où elle peut parler et des phases où elle ne peut pas parler. Finalement, c'est Cinzia qui revient en premier. Crisoula et Jenny ouvrent alors l'enveloppe noire, qui leur indique que l'étape est éliminatoire. Par conséquent, elles sont éliminées.

### 4eépisode: quatrième étape,773kmen Grèce, d'Olympie à Athènes
Cet épisode est diffusé pour la première fois le 16 mars 2021.
Il débute près de six mois après le tournage du précédent épisode, les équipes ayant dû être rapatriées en France, à cause de la pandémie de Covid-19 (voir Tournage).

#### 7ejourde course: changement de route,voiture interdite, d'Olympie à Kalambaka
Le départ de cette étape est donné à Olympie, en Grèce. Stéphane Rotenberg explique les nouvelles contraintes imposées aux candidats, notamment le fait de devoir porter un masque tant qu'ils ne sont pas seuls, ou en extérieur et à bonne distance, mais aussi qu'ils ne peuvent monter dans un véhicule que si le chauffeur y est seul. Il indique ensuite que les candidats doivent se rendre à Kalambaka à 435 km de là, les trois premières équipes arrivant à destination étant qualifiées pour l'épreuve d'immunité.

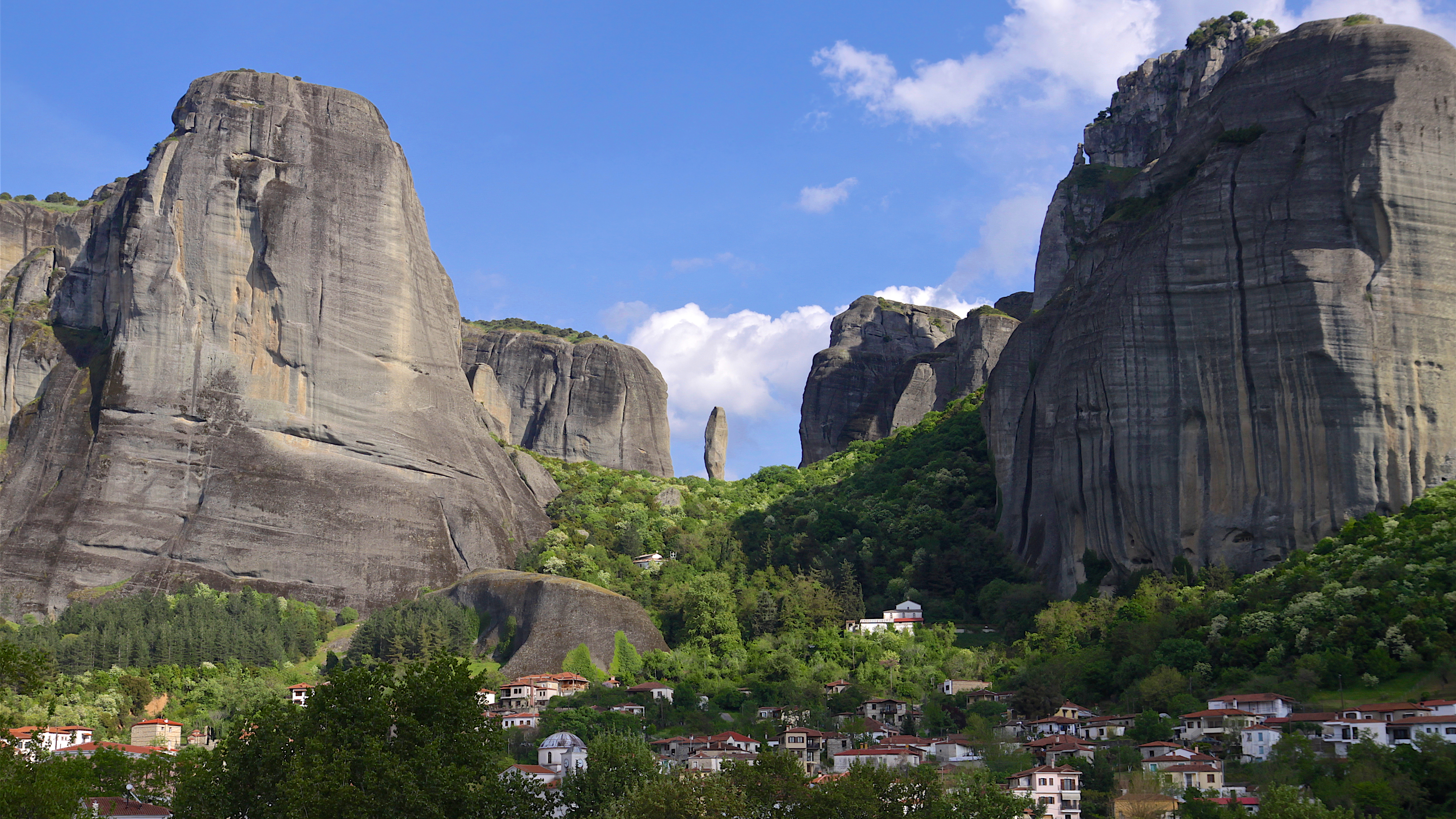
Les Météores à Kalambaka sont le lieu d'arrivée de ce septième jour de course.

Après des débuts difficiles, les binômes trouvent un véhicule et, une fois arrivés dans la commune où ils étaient attendus, les candidats se retrouvent face au panneau voiture interdite. Il les oblige à escalader l'une des Météores. Arrivés au pied de cette formation, les candidats ont trouvé plusieurs cordes, certaines menant vers des chemins plus difficiles que d'autres. Rose-Marie et Cinzia sont les premières à arriver au bout du parcours et retrouvé Stéphane, qui était placé au sommet. Elles sont les premières qualifiées pour l'épreuve d'immunité du lendemain. Les copines sont suivies de près par Claire et Christophe, qui sont les deuxième qualifiés. La nuit tombant, la course est stoppée, sans que les autres binômes n'aient retrouvés Stéphane. Florent et Noël, qui étaient les plus proches de l'arrivée au moment où la balise a sonné, sont les troisièmes qualifiés pour l'épreuve d'immunité.
Les candidats entament la recherche d'une habitation pour la nuit, et, non sans mal, tous trouvent.

#### 8ejourde course: épreuve d'immunité, contraintes etduel final, de Kalambaka à Athènes
Ce huitième jour s'ouvre par l'épreuve d'immunité. Rose-Marie et Cinzia, Christophe et Claire et Florent et Noël retrouvent Stéphane Rotenberg, qui leur explique le but : construire une reproduction des Météores observées la veille, avec des pièces de bois. Afin de pouvoir poser une pièce, il faut répondre correctement à une question de culture générale sur le thème de la Grèce. Si l'un des binômes est le seul à répondre correctement à l'une des questions posées (les deux autres s'étant trompés), il a la possibilité de détruire la construction d'un concurrent. L'épreuve débute, et ce sont finalement Christophe et Claire qui l'emportent, se qualifiant donc pour la prochaine étape.

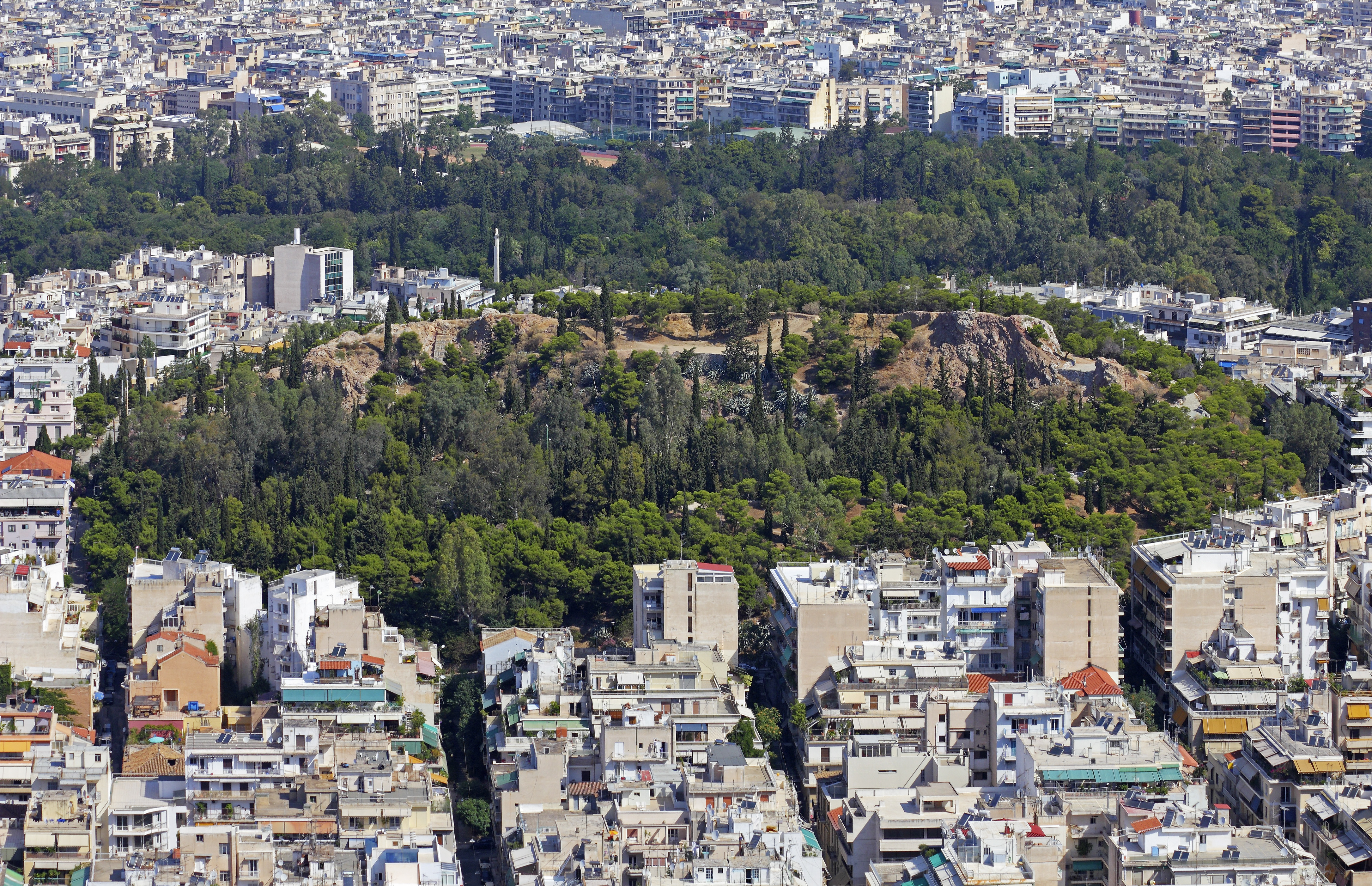
La colline Stréfi à Athènes est le lieu d'arrivée de cette quatrième étape.

La course reprend et les candidats doivent rallier la capitale Athènes, précisément la colline Stréfi, située à 356 km de là. Une contrainte est cependant ajoutée pour l'auto-stop, puisqu'entre chaque véhicule, les candidats doivent trouver un habitant qui peut leur donner du gel hydroalcoolique, et dont le nom ou le prénom finit par un « A » pour les femmes ou « OS » pour les hommes. Finalement, ce sont Aurore et Jonathan qui arrivent en première position et remportent ainsi une amulette de 10 000 €, en se qualifiant pour la prochaine étape. Kaoutar et Nour arrivent en dernière position et doivent participer au duel final.
La mère et la fille choisissent Pierre-Louis et Arnaud, et se sont Nour et Pierre-Louis qui s'affrontent. Tous les autres candidats sont de fait qualifiés pour cinquième étape. Ils doivent se rendre au parc de Néa Smýrni et convaincre huit personnes, ayant un haut de couleur noire, blanche ou rouge, de danser le sirtaki, avant de regagner leur point de départ. Ils arrivent au bout de leur mission et finalement, c'est Pierre-Louis qui revient en premier. Kaoutar et Nour ouvrent alors l'enveloppe noire, qui leur indique que l'étape est non-éliminatoire. Par conséquent, elles évitent l'élimination.

### 5eépisode: cinquième étape, sprints en Grèce, d'Athènes à Athènes
Cet épisode est diffusé pour la première fois le 23 mars 2021.

#### 9ejourde course: deux sprints intermédiaires, handicap pour Kaoutar et Nour, d'Athènes à Port Páchi

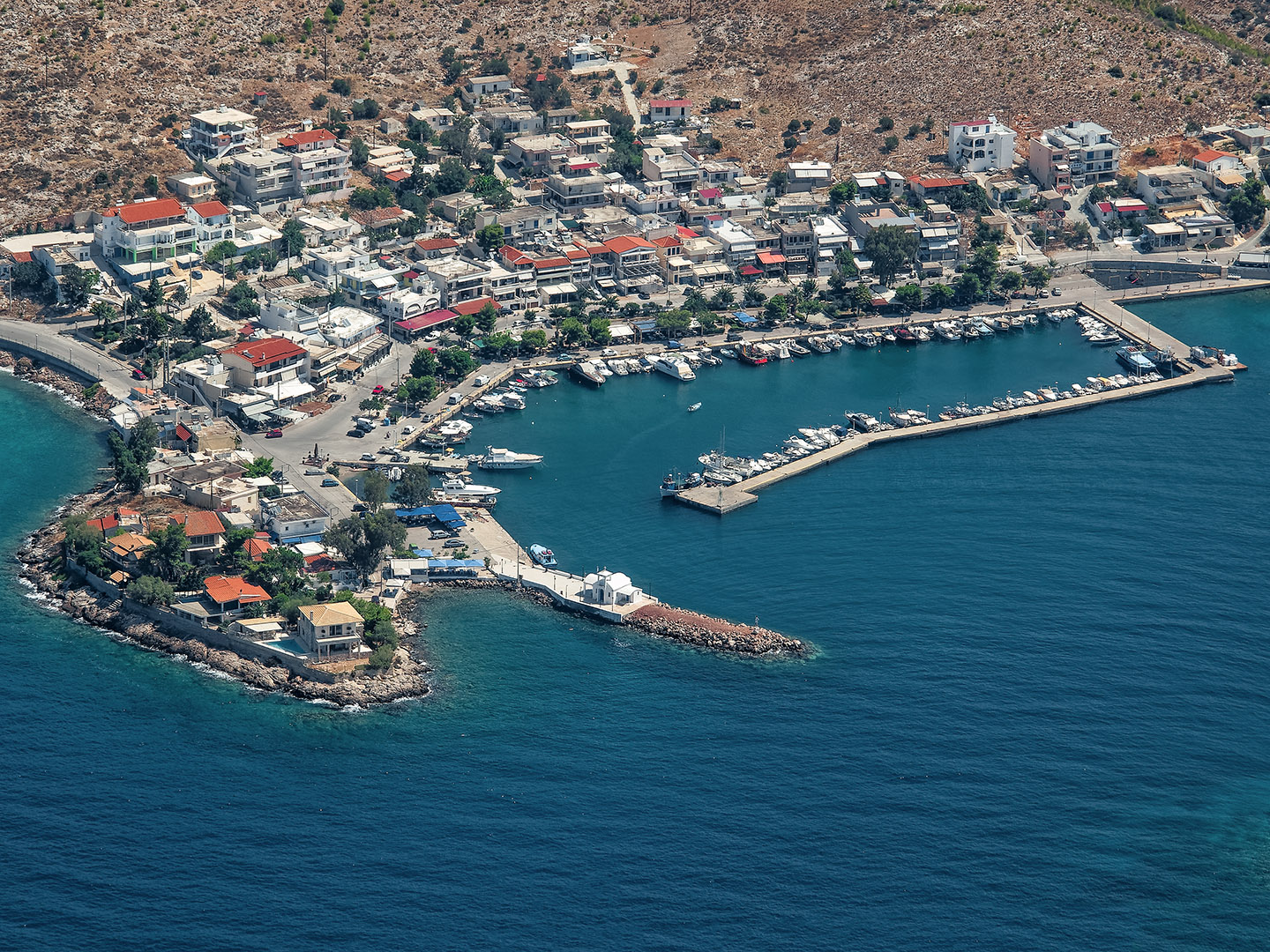
Port Páchi est le lieu d'arrivée des deux premiers sprints intermédiaires.

Le départ de cette étape, dite des « Intouchables », est donné à Athènes. Exceptionnellement, il n'y a pas d'amulette à gagner à l'issue de celle-ci, mais simplement la qualification pour l'étape suivante. Le principe reprend sensiblement celui de la troisième étape : les candidats s'affrontent autour de trois sprints intermédiaires, au cours desquels ils doivent réaliser une mission. À chaque fois, le binôme qui l'emporte est qualifié et ne participe pas au reste de l'étape. Juste avant de lancer le premier sprint, Stéphane Rotenberg explique à Kaoutar et Nour qu'elles doivent transporter un saladier rempli d'huile d'olive, sans en renverser, faute de quoi, elles doivent trouver un local qui accepte de le reremplir. Ce handicap résulte de leur non-élimination lors de l'étape précédente.
Pour le premier sprint, les binômes doivent se rendre à Kape Beach, située à 60 km de là. Une fois arrivés, ils doivent aller dans l'eau et récupérer des jetons, afin de pouvoir jouer au Puissance 4, contre un autre binôme. Dès qu'un binôme gagne une partie, il connaît l'adresse d'arrivée, à savoir Port Páchi, situé à 104 km de là. Florent et Noël sont les premiers à arriver sur la plage, et ils doivent attendre un autre binôme pour réaliser la mission. Ils sont rejoints par Christophe et Claire et ces derniers remportent la partie. Pierre-Louis et Arnaud rejoignent les collègues catalans et ce sont eux qui l'emportent. Par la suite, les frères fêtards l'emportent contre Rose-Marie et Cinzia. Ayant réussi à rattraper leur retard, ce sont finalement, Pierre-Louis et Arnaud qui l'emportent et se qualifient pour la prochaine étape. Ils gagnent ainsi la possibilité, lors du prochain sprint, de désigner le binôme, classé parmi les deux premiers, qu'ils souhaitent qualifier.
Les binômes non qualifiés participent au deuxième sprint. Ils doivent se rendre au niveau du Canal de Corinthe, situé à 40 km de là. À l'arrivée, l'un des candidats de chaque binôme doit sauter à l'élastique. Pendant sa chute, il entend, grâce à un casque, le nom de onze héros grecs. Il doit alors retenir ces noms et les répéter par la suite à son coéquipier qui doit les retrouver dans une grille de mots, dès qu'un binôme arrive à reporter au moins six noms, il connaît l'adresse d'arrivée, à savoir revenir à leur point de départ (Port Páchi). Tous les binômes réalisent la mission et ce sont finalement Rose-Marie et Cinzia qui arrivent en première position, suivies de Christophe et Claire. Tous les binômes se réunissent et Pierre-Louis et Arnaud choisissent de qualifier Christophe et Claire, ce qui déplaît fortement aux copines parisiennes, qui se sentent trahies.
Les binômes partent ensuite à la recherche d'une habitation pour la nuit et tous trouvent, sauf Aurore et Jonathan, qui dorment sur la plage.

#### 10ejourde course: ultime sprint,duel final, de Port Páchi à Athènes

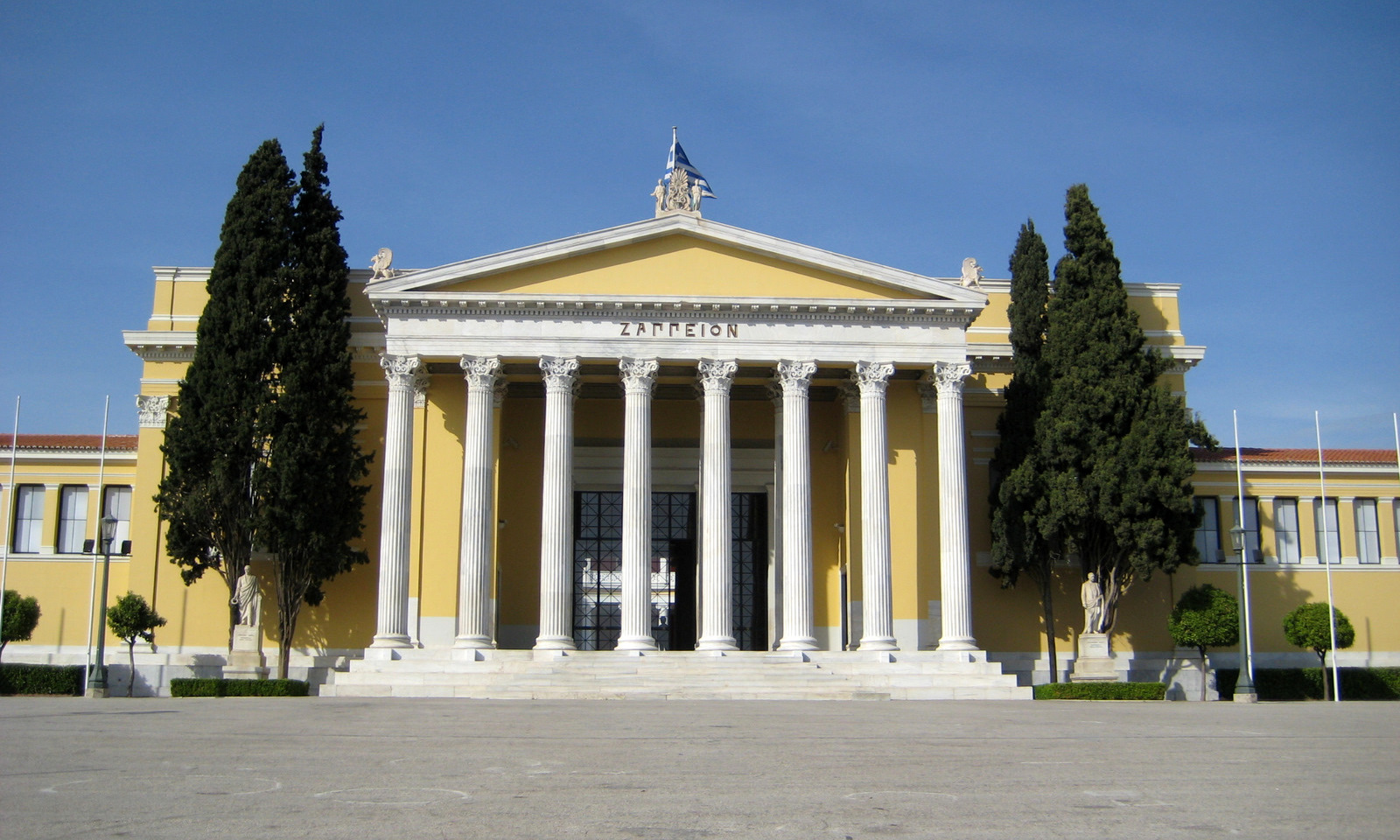
L'arrivée de cet ultime sprint s'effectue au pied du Zappéion, à Athènes.

L'ultime sprint de cette étape débute à Port Páchi. Les binômes doivent se rendre à 18 km de là, au château de Kaniaris, où ils ont pour mission de récolter du raisin et en extraire le jus, afin de remplir une carafe et la rapporter à Stéphane Rottenberg, qui les attend à Athènes, au pied du Zappéion, un monument situé dans le jardin national. Finalement, ce sont Rose-Marie et Cinzia qui arrivent en première position, suivies d'Aurore et Jonathan. Kaoutar et Nour arrivent en dernière position et participent donc au duel final. Les binômes sont réunis et Pierre-Louis, Arnaud, Christophe et Claire se concertent pour choisir quel binôme ils souhaitent qualifier. Finalement, leur choix se porte vers le couple du nord.
La mère et la fille choisissent Florent et Noël, et se sont Nour et Florent qui s'affrontent. Tous les autres candidats sont de fait qualifiés pour sixième étape. Ils doivent se rendre au niveau de la rue Psyri, où ils doivent résoudre une énigme, avant de revenir à leur point de départ. Le handicap de Kaoutar et Nour se poursuit lors de cette épreuve, mais est adapté, puisque Nour dispose d'un bol moitié moins rempli. Finalement, c'est Florent qui revient en premier. Kaoutar et Nour ouvrent alors l'enveloppe noire, qui leur indique que l'étape est éliminatoire. Par conséquent, elles sont éliminées.

### 6eépisode: sixième étape,383kmen Grèce, de Skála à Thessalonique
Cet épisode est diffusé pour la première fois le 30 mars 2021.

#### 11ejourde course:voiture interditeet trek, de Skála à Litóchoro

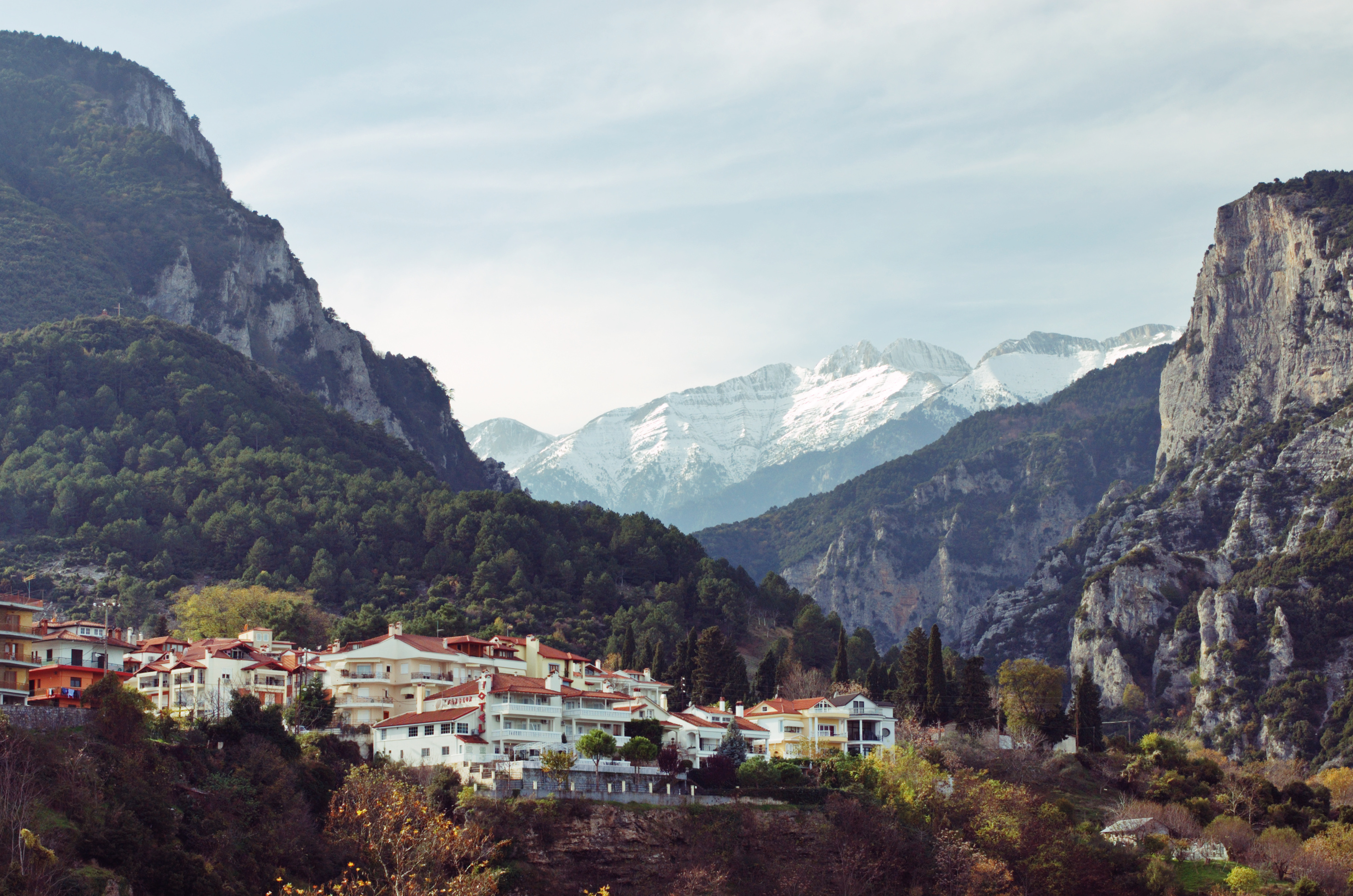
La commune de Litóchoro, au pied du Mont Olympe, est le lieu d'arrivée de ce onzième jour de course.

Le départ de cette sixième étape est donné à Skála. Stéphane Rotenberg indique aux candidats qu'il les attend à Litóchoro, au niveau du Mont Olympe, à 277 km de là. Les binômes classés en première, deuxième et troisième position se qualifiant pour participer à l'épreuve d'immunité. Le départ et donné et tous trouvent un véhicule, notamment le père et sa fille, qui trouvent un français qui accepte de les conduire à l'arrivée. Les copines parisiennes de leur côté ont réussi à se faire offrir un trajet en bus, Cinzia ayant fait mine d'être enceinte.

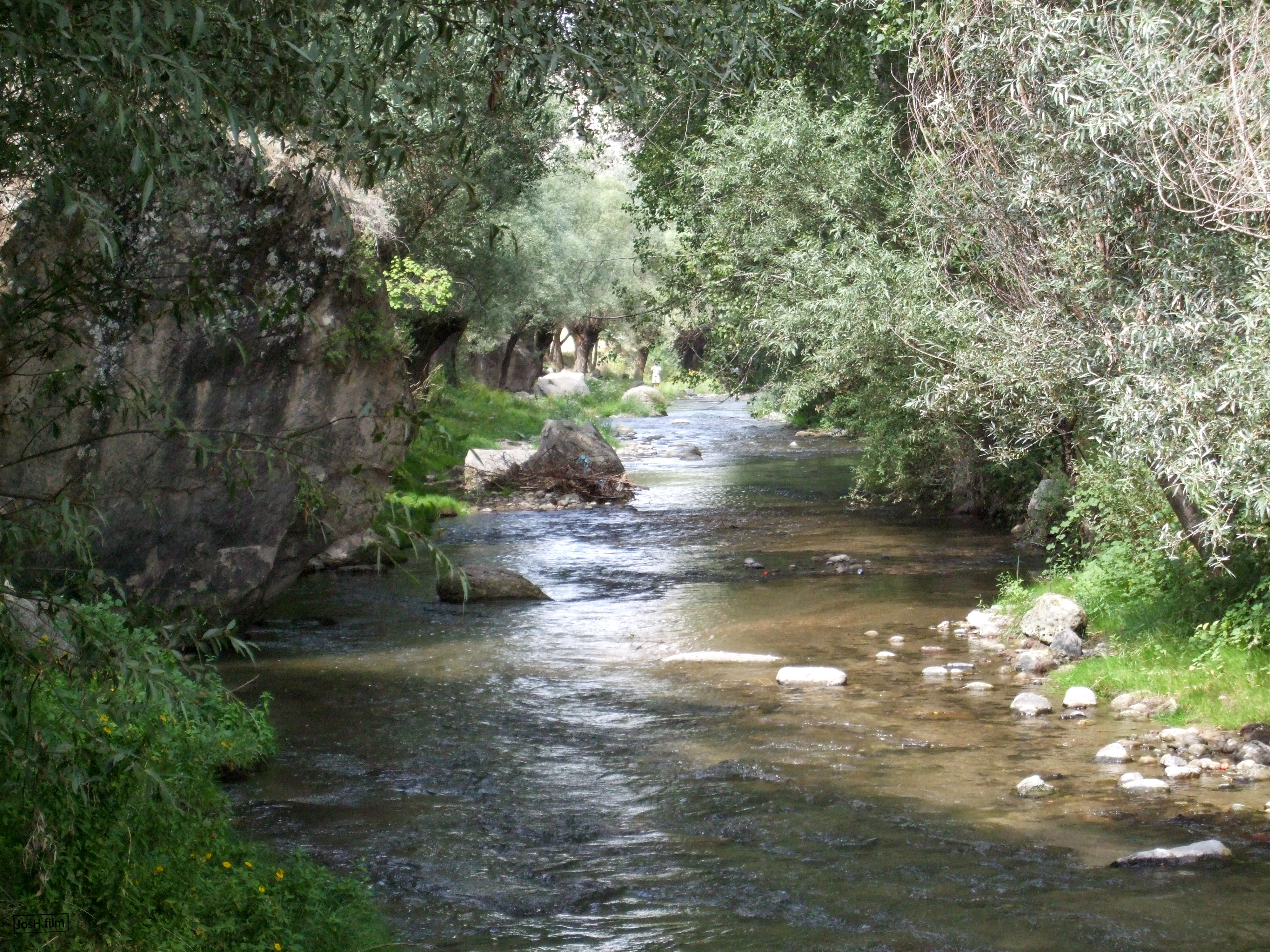
Les candidats réalisent une mission au cœur de la vallée d'Ihlara.

Une fois arrivés, les binômes découvrent le panneau voiture interdite, qui leur indique qu'ils doivent effectuer un trek de 16 km, handicapés par un bâton sur lequel est accroché une cloche. Dès que la cloche sonne, le binôme doit se stopper pendant une minute. Après plusieurs heures de marche, se sont finalement Pierre-Louis et Arnaud qui arrivent en première position, suivis par Christophe et Claire. Le podium est complété par Rose-Marie et Cinzia.
La course est alors stoppée et les binômes cherchent une habitation pour la nuit. Tous trouvent sauf Florent et Noël. Aurore et Jonathan dorment dans un garage et Rose-Marie et Cinzia dans le sous-sol d'une salon de barbier.

#### 12ejourde course: épreuve d'immunité,quizz expressetduel final, de Nigríta à Thessalonique
Ce douzième jour s'ouvre par l'épreuve d'immunité. Pierre-Louis et Arnaud, Christophe et Claire et Rose-Marie et Cinzia retrouvent Stéphane Rotenberg, qui leur explique le principe : des enfants locaux miment un mot. Dès qu'ils pensent l'avoir reconnu, les candidats consultent un dictionnaire franco-grec, afin de trouver la traduction du mot en grec. Ils doivent ensuite, de mémoire, réécrire le mot sur un pupitre, à l'aide de l'alphabet grec. L'épreuve débute et ce sont finalement Rose-Marie et Cinzia qui l'emportent, se qualifiant donc pour la prochaine étape. 

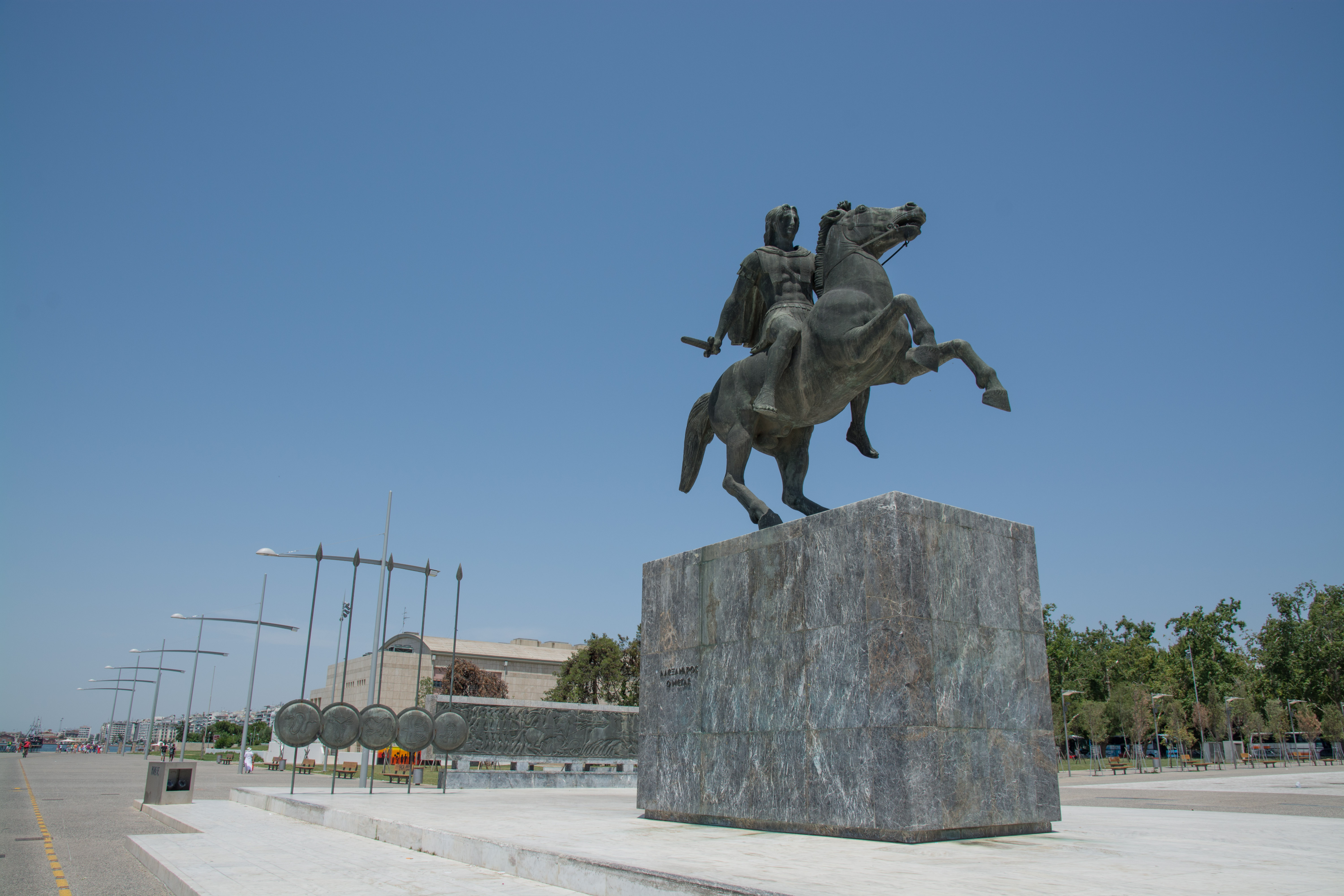
L'arrivée de cette étape se fait au pied de la statue d'Alexandre le Grand, dans la ville de Thessalonique.

La course reprend depuis Nigríta et les candidats doivent rallier Thessalonique, précisément le pied de la statue d'Alexandre le Grand, située à 90 km de là. Cependant, cette partie de la course marque le retour du quizz express. Le principe en est simple : dès qu'un binôme entre dans une voiture, il doit demander au chauffeur de mettre Radio Cosmo, et à plusieurs moments, Stéphane Rotenberg leur pose une question, sur le thème de la Turquie. Si les candidats répondent correctement, rien ne change ; cependant, s'ils se trompent, ils doivent immédiatement descendre du véhicule et en changer. Finalement, ce sont Florent et Noël qui arrivent en premier. Ils remportent donc une amulette de 10 000 € et se qualifient pour l'étape suivante. Pierre-Louis et Arnaud sont quant à eux derniers.
Les frères fêtards choisissent Christophe et Claire, et se sont Pierre-Louis et Claire qui s'affrontent. Tous les autres candidats sont de fait qualifiés pour sixième étape. Ils doivent se rendre au pied de la statue d'Elefthérios Venizélos, où ils doivent vendre vingt pains au sésame grecs, à 30 centimes pièce, sans en vendre plus de quatre par client, avant de revenir à leur point de départ. Finalement, c'est Claire qui revient en premier. Pierre-Louis et Arnaud ouvrent alors l'enveloppe noire, qui leur indique que l'étape est éliminatoire. Par conséquent, ils sont éliminés. Cependant, Stéphane Rotenberg retrouve le binôme dans leur chambre d'hôtel quelques heures après la fin de l'étape, pour leur annoncer qu'ils ne sont pas éliminés, puisqu'ils deviennent l'équipe cachée de la prochaine étape.

### 7eépisode: septième étape,543kmen Turquie, d'Izmir à Phaselis
Cet épisode est diffusé pour la première fois le 6 avril 2021.

#### 13ejourde course:équipe cachée, d'Izmir à Hiérapolis

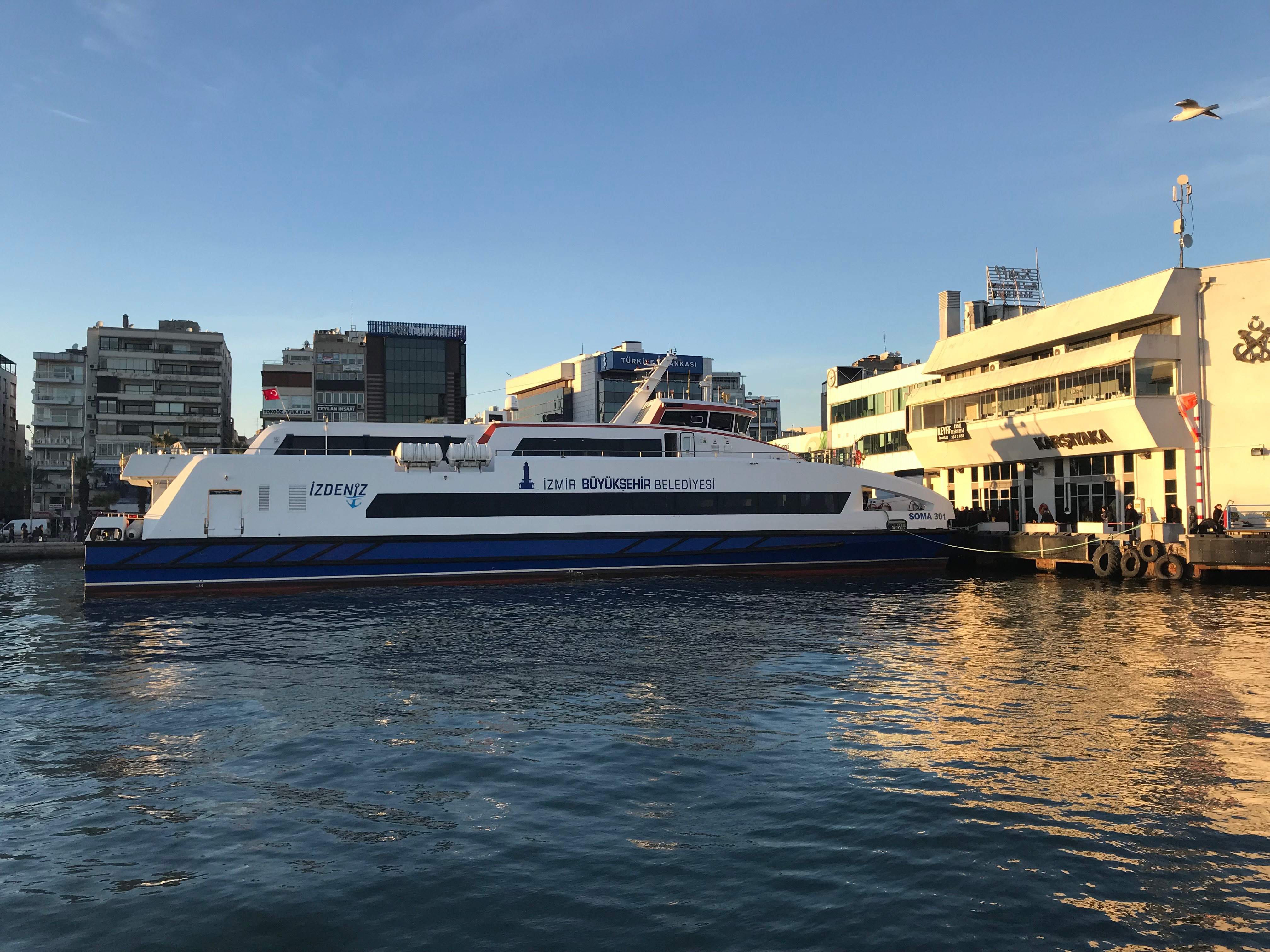
Les candidats traversent la baie d'Izmir à bord de ce ferry.

Le départ de cette septième étape est donné à Izmir, en Turquie. Stéphane Rotenberg indique aux candidats qu'ils doivent réaliser une première mission. Munis d'un anchois, ils doivent se rendre au marché, et négocier pour obtenir en échange quelque chose de plus cher, et ainsi de suite, jusqu'à récolter 30 ₺. Une fois la somme en poche, ils doivent acheter des billets pour le ferry, qui effectue la traversée de la baie d'Izmir et retrouver Stéphane qui les attend de l'autre côté. Le premier binôme à arriver profitant ainsi d'un bonus. La course débute et les binômes s'élancent. Peu de temps après, Stéphane retrouve Pierre-Louis et Arnaud et leur explique qu'ils constituent l'équipe cachée de cette étape. Le principe est simple : s'ils arrivent parmi les deux premiers à l'issue de l'étape, sans se faire repérer, ils réintègrent le jeu ; sinon, ils sont définitivement éliminés. Peu après, ils s'élancent eux aussi pour la mission. Les binômes entament leurs échanges, Pierre-Louis et Arnaud en profitent pour se camoufler, avec un sac poubelle sur leurs sacs rouges, un bonnet, des lunettes de soleil et des visières. Finalement, tous viennent à bout de la mission et ils se retrouvent tous sur le même bateau (excepté Pierre-Louis et Arnaud). Les candidats se livrent donc à un sprint dès l'accostage, et se sont finalement Florent et Noël qui remportent cette mission. Stéphane Rotenberg apprend alors aux candidats l'existence de l'équipe cachée. Ils savent que s'ils touchent le sac de l'un des frères, ces derniers sont définitivement éliminés. Par la suite, les collègues catalans quittent la course. Ils se qualifient pour participer à l'épreuve d'immunité du lendemain et passent la nuit dans un hôtel. Ils profitent aussi des bains de Pamukkale où ils se baignent, avant de les survoler en parapente.
Par la suite, la course reprend et les candidats doivent rallier Hiérapolis, à 226 km de là. Avant de s'élancer, tous les binômes se mettent d'accord pour attendre Pierre-Louis et Arnaud à la sortie du prochain ferry, et espérer ainsi les éliminer dès le début de l'étape. Cependant, les frères, se sentant en danger, ont choisi de monter dans un véhicule directement dans le ferry, débutant ainsi la course en tête, sans s'être fait toucher. Les autres binômes prennent alors le départ et finalement, ce sont Christophe et Claire et Rose-Marie et Cinzia qui arrivent en tête. Ces deux binômes se qualifient pour l'épreuve d'immunité.
Les candidats partent alors à la recherche d'une habitation et tous trouvent. Aurore et Jonathan sont accueillis chez un derviche tourneur, qui leur propose de s'essayer à la danse Samā‘.

#### 14ejourde course: épreuve d'immunité, accident mortel, de Pamukkale à Phaselis
Ce quatorzième jour s'ouvre par l'épreuve d'immunité. Florent et Noël, Christophe et Claire et Rose-Marie et Cinzia retrouvent Stéphane Rotenberg, qui leur explique le but : tenir le plus longtemps possible avec un bras en l'air, lequel est relié à un saut d'eau. Dès que le seau tombe, le candidat est éliminé. Le dernier candidat offrant la victoire à son équipe. L'épreuve débute, et c'est finalement Rose-Marie qui l'emporte, après plus d'une heure et demi d'épreuve. Les copines parisiennes se qualifient donc pour la prochaine étape.

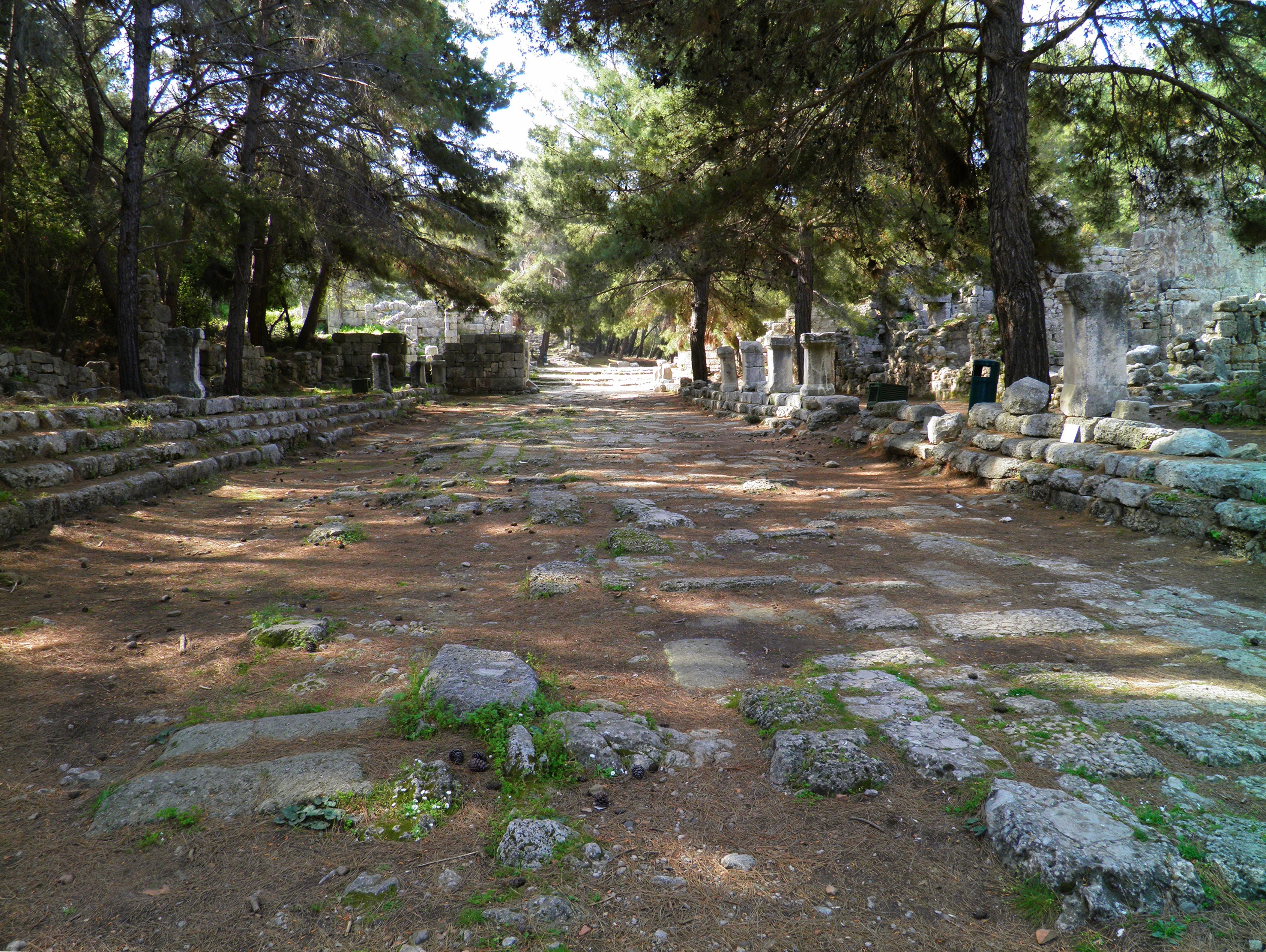
L'arrivée de cette étape s'effectue à Phaselis.

La course reprend et les candidats doivent rallier Phaselis, à 317 km de là. Tous trouvent un véhicule et se sont finalement Christophe et Claire qui arrivent en première position. Ils se qualifient ainsi pour la semaine suivante et remportent une amulette de 10 000 €. Cependant, la fin d'étape est perturbée par un accident de la route impliquant Aurore et Jonathan. Ces derniers, alors qu'ils étaient dans un véhicule et approchaient de l'arrivée, se sont fait percuter par une voiture qui arrivait en face d'eux. La course a alors été interrompue et le binôme ainsi que leur cadreur et journaliste ont été transportés à l'hôpital pour y être soignés. Le lendemain, la course reprend. Aurore et Jonathan sont gardés en observation et sont ainsi contraints à l'abandon médical. Ils choisissent de donner leurs trois amulettes à Christophe et Claire. Même s'ils ne sont pas arrivés dans les deux premiers la veille, Pierre-Louis et Arnaud sont qualifiés pour la suite de l'aventure et le duel final n'est pas organisé.
Quelques jours après le tournage de cette étape, le chauffeur de 82 ans ayant causé l'accident, est décédé, et Aurore et Jonathan, ainsi que les équipes techniques qui les accompagnaient, ont été rapatriés en France (voir Tournage).

### 8eépisode: huitième étape,698kmen Turquie, de Phaselis à Uçhisar
Cet épisode est diffusé pour la première fois le 13 avril 2021.

#### 15ejourde course: dégustation et paddle, de Phaselis à Karapınar
Le départ de cette huitième étape est donné à Phaselis. Stéphane Rotenberg indique aux candidats qu'ils doivent prendre part à une course en paddle, avec une seule planche par binôme, et effectuer une traversée d'environ 2 km. Avant cela, les candidats doivent tous manger trois produits locaux, par personne : huit yeux de poisson crus, un piment et deux testicules de mouton. Florent et Noël sont les premiers à réussir cette première étape et ils peuvent alors se diriger vers les paddles. Ils sont suivis par Pierre-Louis et Arnaud et Christophe et Claire. Rose-Marie et Cinzia ont plus de mal, mais elles arrivent à finir tous les plats.

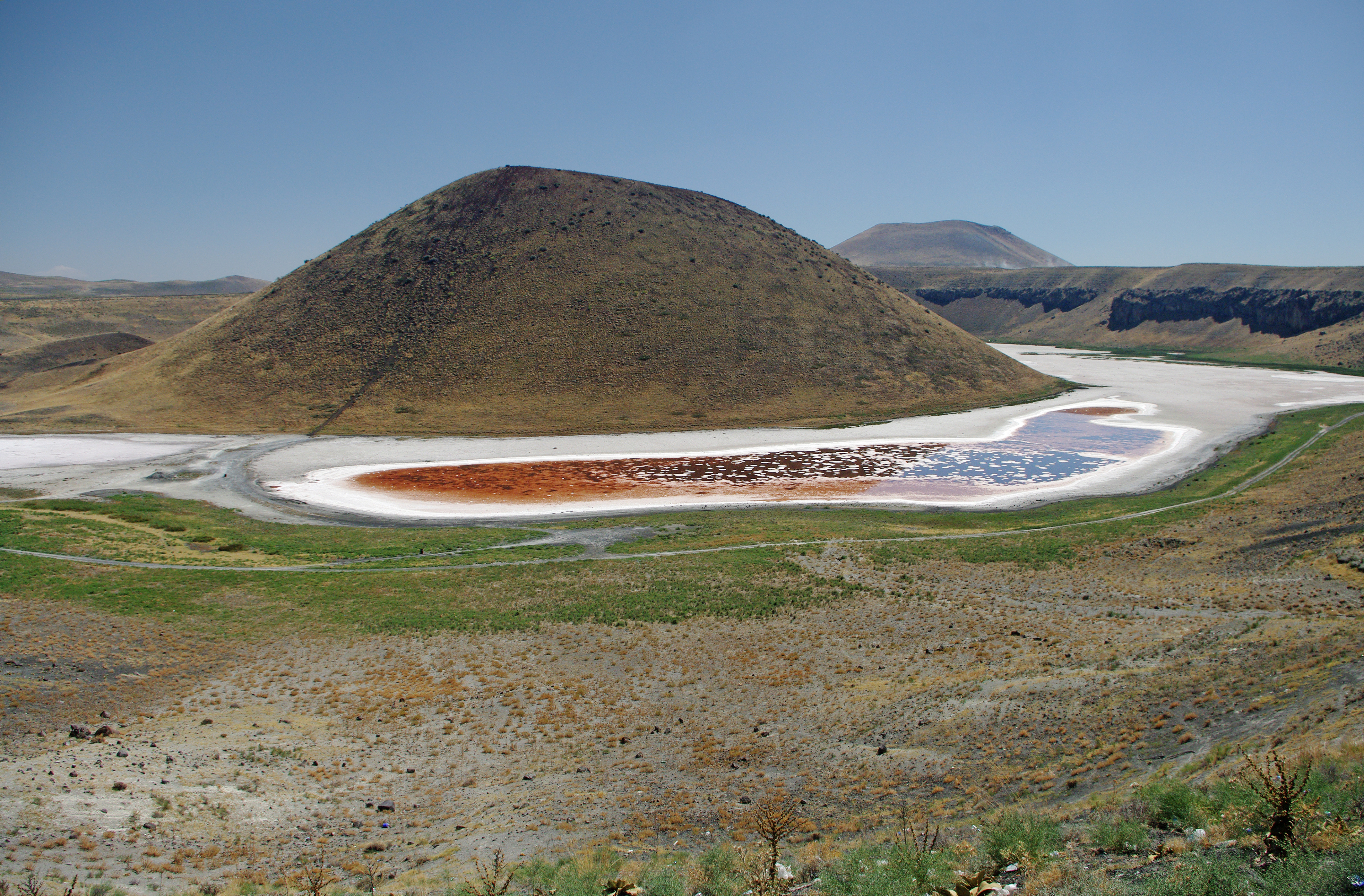
L'arrivée de ce quinzième jour de course s'effectue au pied du volcan et lac Meke.

Tous les binômes effectuent alors la traversée et apprennent qu'ils doivent rallier la ville de Karapınar, plus précisément l'ancien volcan Meke et son lac de cratère éponyme, situés à 462 km de là. Tous trouvent un véhicule et se sont finalement Rose-Marie et Cinzia qui arrivent en première position, suivies de Christophe et Claire et Pierre-Louis et Arnaud. Ces trois binômes se qualifient donc pour l'épreuve d'immunité du lendemain.
Les candidats partent alors à la recherche d'une habitation et tous trouvent sans problème. Rose-Marie et Cinzia se retrouvent à écouter des chansons d'Aya Nakamura, diffusées par un enfant local qui les connaissait.

#### 16ejourde course: épreuve d'immunité,drapeau rougeetduel final, de Karapınar à Uçhisar
Ce seizième jour s'ouvre par l'ultime épreuve d'immunité de l'aventure. Rose-Marie et Cinzia, Christophe et Claire et Pierre-Louis et Arnaud retrouvent Stéphane Rotenberg, qui leur explique le principe : au sein de chaque binôme est désigné un équilibriste et un coureur. L'équilibriste est positionné sur un rondin de bois et le coureur doit retrouver, dans un tas de sable, un petit tube dans lequel est inscrite une question à propos de son ou sa partenaire. Si le coureur répond correctement à la question, l'équilibriste peut avancer d'un rondin. Le parcours est composé de cinq rondins, lesquels sont de plus en plus petits. Si l'équilibriste tombe, il doit reprendre du début. L'épreuve débute et se sont finalement Rose-Marie et Cinzia qui l'emportent et se qualifient ainsi pour la demi-finale.

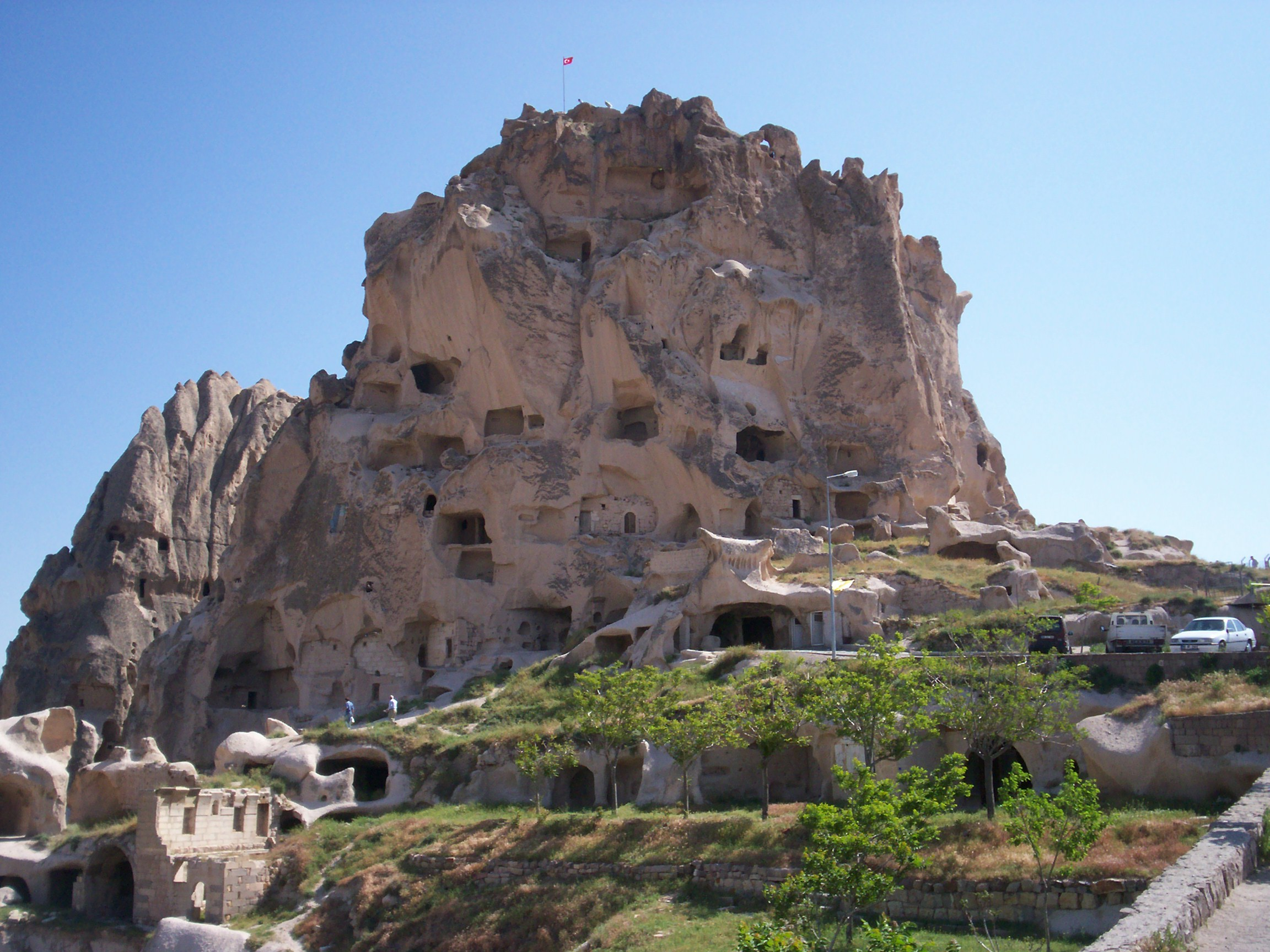
L'arrivée de cette étape s'effectue au sommet du château d'Uçhisar.

La course reprend et les candidats doivent rallier Uçhisar, précisément le sommet de son château, situé à 234 km de là. Cependant, cette partie de la course marque le retour du drapeau rouge. Le principe en est simple : dès qu'un binôme s'empare du drapeau rouge, il le garde jusqu'à la fin de l'étape. Dès qu'ils croisent un binôme adverse, qu'il soit en voiture ou à pied, les porteurs du drapeau peuvent l'agiter en leur direction et prononcer les prénoms des deux adversaires, les immobilisant ainsi pour quinze minutes. Le départ est alors donné et ce sont Christophe et Claire qui parviennent à s'emparer du drapeau rouge en premier. Ils stoppent quelques binômes et repartent. Finalement, ce sont eux qui arrivent en premier devant Stéphane. Ils remportent donc une amulette de 10 000 € et se qualifient pour la demi-finale.
Étant donné que Rose-Marie et Cinzia sont déjà qualifiées, le duel final voit automatiquement Pierre-Louis et Arnaud et Florent et Noël s'affronter, et plus précisément Pierre-Louis et Florent. Ils doivent se rendre dans un atelier de poterie de la ville d'Avanos, situé à 14 km de là, où ils doivent reproduire une cheminée de fée d'au moins 30 cm de hauteur, avant de revenir à leur point de départ. Finalement, c'est Florent qui revient en premier. Pierre-Louis et Arnaud sont alors définitivement éliminés.

### 9eépisode: neuvième étape, demi-finale,502kmen Turquie, d'Uçhisar à İnkumu
Cet épisode est diffusé pour la première fois le 20 avril 2021.
Le principe de cette demi-finale est le même que pour la saison précédente : les trois binômes encore en compétition s'affrontent durant trois sprints. À l'issue de chacun d'eux, celui qui arrive en premier remporte une amulette ; et celui qui arrive en dernier tire au sort une enveloppe noire. Parmi ces trois enveloppes, deux sont sans conséquence, et une est « Éliminatoire », signifiant ainsi l'élimination du binôme qui l'a ouverte.

#### 17ejourde course: premier sprint, d'Uçhisar à Ankara
Le départ de cette neuvième étape est donné au cœur de la Cappadoce, dans la ville d'Uçhisar. Les candidats doivent rallier Ihlara, à 76 km de là.
Une fois arrivés, les binômes découvrent le panneau voiture interdite, qui leur indique qu'ils doivent trouver deux locaux, avant de descendre au creux du canyon de la ville. Une fois arrivés, aidés des habitants, les candidats ont pour mission de marcher jusqu'à la rivière qui passe à proximité, puis de remplir un seau accroché à un bout de bois. Ils doivent ensuite retourner à leur point de départ, en faisant attention à perdre le moins d'eau possible, puisque leur seau est percé. Là, ils doivent transvaser le contenu dans un deuxième seau. Une fois que celui-ci est suffisamment rempli, candidats et locaux se placent chacun devant un poteau, sur lequel est accroché une corde avec une poulie. Tous doivent alors se coordonner, pour attraper le seau, le soulever, puis le positionner sur un socle qui libère l'eau contenue. Celle-ci doit alors s'écouler puis éteindre une flamme, signe de la correcte réalisation de la mission. Florent et Noël sont les premiers à terminer cette épreuve et connaissent l'adresse d'arrivée, à savoir Ankara, capitale de la Turquie, et plus précisément sa citadelle, située à 279 km de là. Les deux autres binômes repartent peu de temps après. Finalement, ce sont Rose-Marie et Cinzia qui arrivent en première position. Elles remportent une extra-amulette de 20 000 €. Christophe et Claire sont quant à eux derniers. Ils tirent donc au sort une enveloppe noire.
Les candidats partent ensuite à la recherche d'une habitation pour la nuit et tous trouvent.

#### 18ejourde course: ultimes sprints, d'Ankara à İnkumu

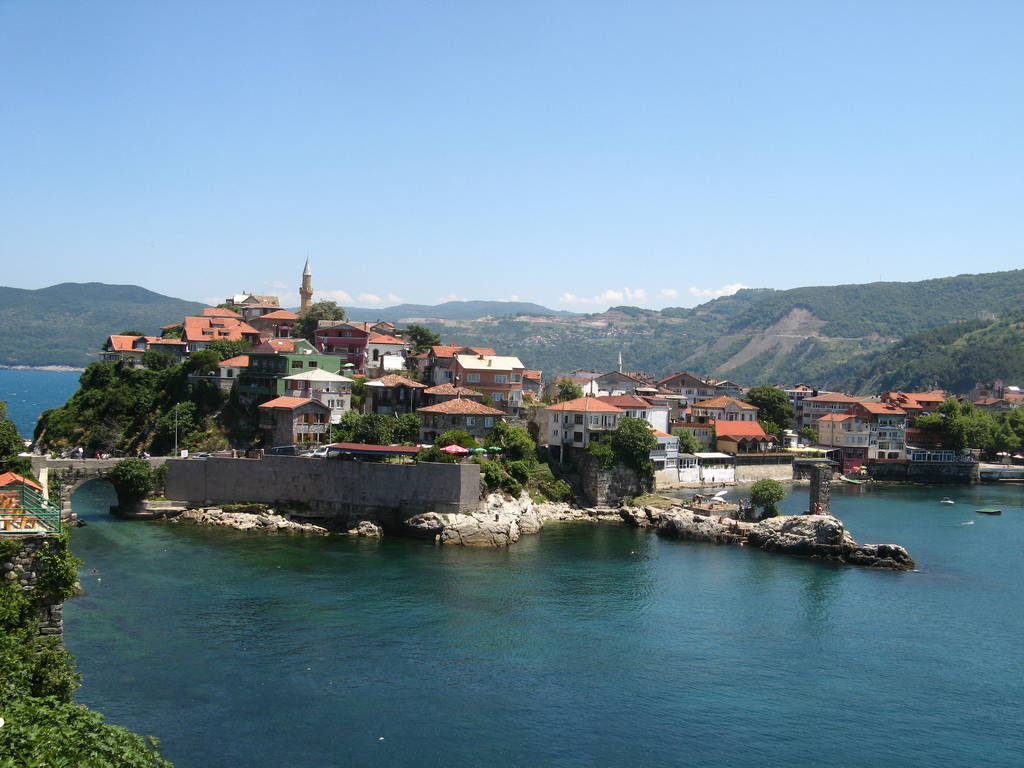
Pour l'ultime sprint, les candidats doivent traverser, à la nage, la baie d'Amasra.

Pour le deuxième sprint, les candidats doivent rallier le canyon d'İncekaya, situé à 15 km de là. Une fois arrivés, ils se retrouvent devant une tyrolienne, située à 110 m de hauteur. Un tirage au sort désigne un candidat par binôme, à savoir Rose-Marie, Florent et Christophe. Ces derniers doivent remonter la tyrolienne en sens inverse, à la force de leurs bras. Une fois arrivés de l'autre côté du canyon, ils doivent récupérer six sacs contenant des pièces de puzzle, avant de revenir à leur point de départ. Une fois ce puzzle reconstitué, le binôme connaît l'adresse d'arrivée, à savoir le musée de Safranbolu, situé à 10 km de là. Après une première tentative infructueuse, Rose-Marie préfère abandonner. Les copines parisiennes sont alors pénalisées, puisqu'elles doivent attendre quinze minutes après le départ de la dernière équipe pour pouvoir repartir à leur tour. Florent et Christophe de leur côté réalisent correctement la mission. Finalement, ce sont le père et la fille qui arrivent en premier devant Stéphane Rotenberg. Ils remportent donc une amulette de 10 000 €. Rose-Marie et Cinzia sont quant à elles dernières. Elles tirent au sort une enveloppe noire.
Pour l'ultime sprint, les candidats doivent rallier Amasra, situé à 92 km de là. Une fois arrivés, ils doivent traverser la baie à la nage. Au milieu du chemin se trouve un bateau, sur lequel les binômes découvrent un filet de pêche emmêlé. Leur objectif est de le démêler, pour trouver une petite fiole, qui contient l'adresse d'arrivée, en l'occurrence la plage d'İnkumu, située à 30 km de là. Finalement, ce sont Christophe et Claire qui sont les premiers à retrouver Stéphane. Ils remportent donc une amulette de 10 000 €. Florent et Noël arrivent en dernière position. Ils récupèrent donc la dernière enveloppe noire.
Tous les candidats sont alors réunis pour l'ouverture des enveloppes. Christophe et Claire et Rose-Marie et Cinzia découvrent une enveloppe « Non éliminatoire ». Par conséquent, ce sont Florent et Noël, avec leur enveloppe « Éliminatoire », qui sont éliminés.

### 10eépisode: finale, sprints à Istanbul, en Turquie
Cet épisode sera diffusé pour la première fois le 27 avril 2021.
Le principe de cette finale est le même que pour les saisons précédentes : time is money. Les candidats s'affrontent au cours de quatre sprints. Les trois premiers leur permettent de rééquilibrer (ou non) leur cagnotte. En effet, à chaque fois, le binôme qui arrive en première position déclenche un chronomètre, qui fait perdre 10 € par seconde à l'équipe adverse. Le quatrième leur permet de l'emporter, pour le binôme qui arrive en tête.

#### 20eet dernier jour de course: ultimes sprint, cagnottes figées, questions sur l'aventure passée
Christophe et Claire l'emportent. Ils empochent 58 730 €.

## Itinéraire bis

### Principe
Juste après chaque épisode, une suite est diffusée.
Dans celle-ci, Fabrice et Briac, candidats de la saison 12 prennent un itinéraire bis à celui des candidats. Dans une interview accordée à Ouest-France, Briac explique le concept de l'émission en ces mots : « C’est une formule en marge du jeu. On est sur les mêmes routes que les concurrents mais en mode touristes. Il n’y a pas d’enjeu, ni de gain pour nous, on est là pour faire rire le public. C’est diffusé en deuxième partie de soirée, après l’émission consacrée au jeu lui-même. ».
EnjoyPhoenix et Jeremstar auraient dû participer à une étape en Éthiopie avec la personne de leur choix, mais l'interruption de tournage due à la crise de Covid-19 ne leur a finalement pas permis de prendre part à cette saison.

### Bilan par étape
- Si vous ne connaissez pas le sujet, laissez ce bandeau (vous pouvez alors contacter les auteurs).
- Si vous supprimez le contenu mis en cause (vous pouvez préalablement contacter les auteurs),

argumentez précisément cette suppression dans la page de discussion
(un manque de référence n'est pas un argument ; une recherche réelle de référence doit avoir été effectuée, être formellement documentée).

## Audiences et diffusion
En France, l'émission est diffusée sur M6, du 23 février 2021 au 27 avril 2021. Un épisode dure environ 2 h 10 (publicités incluses), soit une diffusion de 21 h 5 à 23 h 15.
En Belgique et au Luxembourg, l'émission est diffusée un peu moins d'une semaine après la France, les vendredis, du 26 février 2021 au 30 avril 2021. L'épisode est le même, sa durée est identique, mais il est diffusé à partir de 20 h.

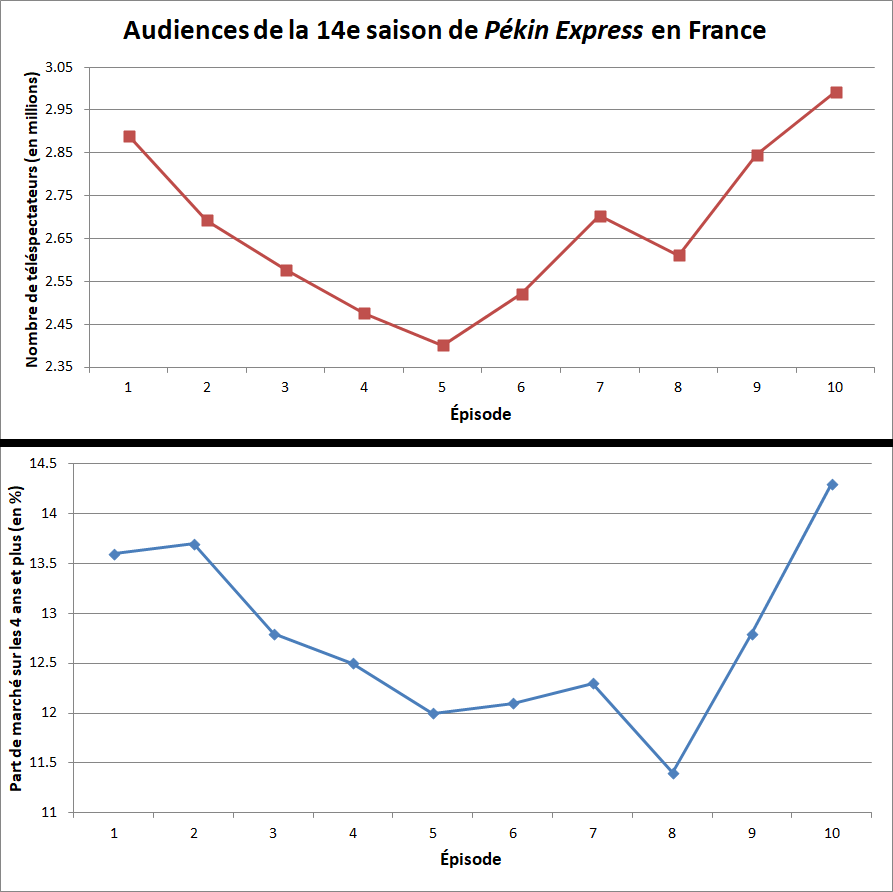
Graphique présentant l'évolution des audiences de cette saison en France.

| Épisode            | Jour et horaire de diffusion          | Nombre de téléspectateurs | Part de marché  | Part de marché | Classement des audiences | Réf.   |
| Épisode            | Jour et horaire de diffusion          | Nombre de téléspectateurs | (4 ans et plus) | (FRDA-50)      | Classement des audiences | Réf.   |
| ------------------ | ------------------------------------- | ------------------------- | --------------- | -------------- | ------------------------ | ------ |
| 1                  | Mardi 23 février 2021 (21:05 - 23:15) | 2 890 000                 | 13,6 %          | 27,3 %         | 4e                       | [ 84 ] |
| 2                  | Mardi 2 mars 2021 (21:05 - 23:15)     | 2 693 000                 | 13,7 %          | 23,9 %         | 3e                       | [ 85 ] |
| 3                  | Mardi 9 mars 2021 (21:05 - 23:15)     | 2 578 000                 | 12,8 %          | 25,1 %         | 3e                       | [ 86 ] |
| 4                  | Mardi 16 mars 2021 (21:05 - 23:15)    | 2 476 000                 | 12,5 %          | 25,5 %         | 3e                       | [ 87 ] |
| 5                  | Mardi 23 mars 2021 (21:05 - 23:15)    | 2 401 000                 | 12 %            | 23,8 %         | 3e                       | [ 88 ] |
| 6                  | Mardi 30 mars 2021 (21:05 - 23:15)    | 2 521 000                 | 12,1 %          | 23,4 %         | 3e                       | [ 89 ] |
| 7                  | Mardi 6 avril 2021 (21:05 - 23:15)    | 2 703 000                 | 12,3 %          | 25,1 %         | 4e                       | [ 90 ] |
| 8                  | Mardi 13 avril 2021 (21:05 - 23:15)   | 2 611 000                 | 11,4 %          | Non connu.     | 3e                       | [ 91 ] |
| 9                  | Mardi 20 avril 2021 (21:05 - 23:15)   | 2 845 000                 | 12,8 %          | 23,7 %         | 3e                       | [ 92 ] |
| 10 (finale)        | Mardi 27 avril 2021 (21:05 - 23:15)   | 2 993 000                 | 14,3 %          | 25,5 %         | 3e                       | [ 93 ] |
|                    |                                       |                           |                 |                |                          |        |
| Bilan de la saison | Bilan de la saison                    | 2 670 000                 | 12,7 %          | 24,4 %         | –                        | [ 94 ] |

| Épisode     | Jour et horaire de diffusion             | Nombre de téléspectateurs | Part de marché (sur les 4 ans et plus) | Réf.   |
| ----------- | ---------------------------------------- | ------------------------- | -------------------------------------- | ------ |
| 1           | Vendredi 26 février 2021 (20:00 - 22:10) | 137 094                   | Non connu.                             | [ 95 ] |
| 2           | Vendredi 5 mars 2021 (20:00 - 22:10)     | 120 189                   | Non connu.                             | [ 95 ] |
| 3           | Vendredi 12 mars 2021 (20:00 - 22:10)    | 127 956                   | Non connu.                             | [ 95 ] |
| 4           | Vendredi 19 mars 2021 (20:00 - 22:10)    | Non connu.                | Non connu.                             | [ 95 ] |
| 5           | Vendredi 26 mars 2021 (20:00 - 22:10)    | 106 506                   | Non connu.                             | [ 95 ] |
| 6           | Vendredi 2 avril 2021 (20:00 - 22:10)    | 113 406                   | Non connu.                             | [ 95 ] |
| 7           | Vendredi 9 avril 2021 (20:00 - 22:10)    | 113 959                   | Non connu.                             | [ 95 ] |
| 8           | Vendredi 16 avril 2021 (20:00 - 22:10)   | 104 898                   | Non connu.                             | [ 95 ] |
| 9           | Vendredi 23 avril 2021 (20:00 - 22:10)   | 100 959                   | Non connu.                             | [ 95 ] |
| 10 (finale) | Vendredi 30 avril 2021 (20:00 - 22:10)   | 107 481                   | Non connu.                             | [ 95 ] |

Légende :
- plus hauts scores d'audiences
- plus bas scores d'audiences